# Списак епизода серије Ред и закон
Серија Ред и закон је америчка полицијскo-процедурална и правна драмска телевизијска серија коју је створио Дик Волф, а премијерно је почела на NBC-у 13. септембра 1990. године. Смештена у Њујорку, где су и снимане епизоде, серија се приказивала двадесет сезона пре него што је отказана 14. маја 2010. године, а последња епизода емитована је десет дана касније, 24. маја. Након отказивања, мрежа АМС је разматрала обнављање серије за двадесет прву сезону, међутим, у јулу 2010. године, Дик Волф је назначио да покушаји нису успели и изјавио је да је серија сада „преселила у уџбенике за историју“. Серија је коначно обновљена за 21. сезону у фебруару 2022. У мају 2022. године, серија је обновљена за двадесет другу сезону. У априлу 2023. године, серија је обновљена за двадесет трећу сезону. У марту 2024. године, серија је обновљена за двадесет четврту сезону. У мају 2025. године, серија је обновљена за двадесет пету сезону.
До 8. маја 2025. године емитовано је 523 епизоде серије „Ред и закон“ која је тренутно завршила двадесет четврту сезону.

## Преглед серије

### Серија
| Сезона | Сезона | Епизода | Премијерно емитовање | Премијерно емитовање |
| Сезона | Сезона | Епизода | Почетак емитовања    | Завршетак емитовања  |
| ------ | ------ | ------- | -------------------- | -------------------- |
|        | 1      | 22      | 13. септембар 1990.  | 9. јун 1991.         |
|        | 2      | 22      | 17. септембар 1991.  | 12. мај 1992.        |
|        | 3      | 22      | 23. септембар 1992.  | 19. мај 1993.        |
|        | 4      | 22      | 15. септембар 1993.  | 25. мај 1994.        |
|        | 5      | 23      | 21. септембар 1994.  | 24. мај 1995.        |
|        | 6      | 23      | 20. септембар 1995.  | 22. мај 1996.        |
|        | 7      | 23      | 20. септембар 1996.  | 22. мај 1997.        |
|        | 8      | 24      | 24. септембар 1997.  | 20. мај 1998.        |
|        | 9      | 24      | 23. септембар 1998.  | 26. мај 1999.        |
|        | 10     | 24      | 22. септембар 1999.  | 24. мај 2000.        |
|        | 11     | 24      | 18. октобар 2000.    | 23. мај 2001.        |
|        | 12     | 24      | 26. септембар 2001.  | 22. мај 2002.        |
|        | 13     | 24      | 2. октобар 2002.     | 21. мај 2003.        |
|        | 14     | 24      | 24. септембар 2003.  | 19. мај 2005.        |
|        | 15     | 24      | 22. септембар 2004.  | 18. мај 2005.        |
|        | 16     | 22      | 21. септембар 2005.  | 17. мај 2006.        |
|        | 17     | 22      | 22. септембар 2006.  | 18. мај 2007.        |
|        | 18     | 18      | 2. јануар 2008.      | 21. мај 2008.        |
|        | 19     | 22      | 5. новембар 2008.    | 3. јун 2009.         |
|        | 20     | 23      | 25. септембар 2009.  | 24. мај 2010.        |
|        | 21     | 10      | 24. фебруар 2022.    | 19. мај 2022.        |
|        | 22     | 22      | 22. септембар 2022.  | 18. мај 2023.        |
|        | 23     | 13      | 18. јануар 2024.     | 16. мај 2024.        |
|        | 24     | 22      | 3. октобар 2024.     | 15. мај 2025.        |

### Филм
| Филм | Филм   | Премијерно емитовање | Премијерно емитовање |
| Филм | Филм   | Почетак емитовања    | Завршетак емитовања  |
| ---- | ------ | -------------------- | -------------------- |
|      | Изгнан | 18. новембар 1998.   | 18. новембар 1998.   |

## Епизоде

### 1. сезона (1990−91)
- Џорџ Зундза, Крис Нот, Ден Флорек, Мајкл Моријарти, Ричард Брукс и Стивен Хил су ушли у главну поставу. Стивен Хил се нија појавио у епизоди "Свима омиљени порезни обвезник" јер је та епизода снимљена као пробна епизода 1988. године и у њој се појавио Рој Тајнс у улози окружног тужиоца Алфреда Вентворта.
- Џорџ Зундза је напустио серију на крају ове сезоне.

| Бр. у серији | Бр. у сезони | Назив                            | Редитељ           | Сценариста                                                                                             | Пpемијерно емитовање | Пpод. код | Гледаност у САД (милиони) |
| ------------ | ------------ | -------------------------------- | ----------------- | --- | -------------------- | --------- | ------------------------- |
| 1            | 1            | "Рецепт за смрт"                 | Џон П. Вајтсел II | Синопис: Ед Закерман Сценарио: Дејвид Блек и Ед Закерман                                               | 13. септембар 1990.  | 66209     | 14.00                     |
| 2            | 2            | "Блуз са младићем из метроа"     | Е. В. Свакхамер   | Роберт Палм                                                                                            | 20. септембар 1990.  | 66205     | 15.50                     |
| 3            | 3            | "Кољачев помоћник"               | Верн Гилам        | Синопсис: Томас Френсис Мекелрој, Дејвид Блек и Роберт Стјуарт Нејтан Сценарио: Томас Френсис Мекелрој | 4. октобар 1990.     | 66215     | 14.60                     |
| 4            | 4            | "Пољуби девојке и поби их"       | Чарлс Корел       | Синопсис: Роберт Стјуарт Нејтан Сценарио: Дик Волф                                                     | 11. октобар 1990.    | 66210     | 16.80                     |
| 5            | 5            | "Срећно до краја живота"         | Верн Гилам        | Синопис: Дејвид Блек и Роберт Стјуарт Нејтан Сценарио: Дик Волф и Дејвид Блек                          | 23. октобар 1990.    | 66212     | 19.40                     |
| 6            | 6            | "Свима омиљени порезни обвезник" | Џон Патерсон      | Дик Волф                                                                                               | 30. октобар 1990.    | 83543     | 18.20                     |
| 7            | 7            | "За курву, за лопова"            | Мартин Дејвидсон  | Дејвид Блек                                                                                            | 13. новембар 1990.   | 66203     | 17.70                     |
| 8            | 8            | "Отровни бршљан"                 | Е. В. Свакхамер   | Синопсис: Џејкоб Брекмен Сценарио: Џек Ричардсон и Џејкоб Брекмен                                      | 20. новембар 1990.   | 66211     | 15.00                     |
| 9            | 9            | "Равнодушност"                   | Џејмс Квин        | Роберт Палм                                                                                            | 27. новембар 1990.   | 66207     | 17.60                     |
| 10           | 10           | "Затвореник љубави"              | Мајкл Фреско      | Синопсис: Роберт Стјуарт Нејтан Сценарио: Дејвид Блек и Роберт Стјуарт Нејтан                          | 4. децембар 1990.    | 66208     | 16.80                     |
| 11           | 11           | "Ван полусветлости"              | Е. В. Свакхамер   | Мајкл Дуган                                                                                            | 11. децембар 1990.   | 66202     | 19.80                     |
| 12           | 12           | "Животни избор"                  | Арон Липстат      | Синопсис: Дејвид Блек и Роберт Стјуарт Нејтан Сценарио: Дик Вулф                                       | 8. јануар 1991.      | 66213     | 19.20                     |
| 13           | 13           | "Смрт у породици"                | Гвен Арнер        | Синопсис: Џо Вајола и Дејвид Блек Сценарио: Џо Вајола                                                  | 15. јануар 1991.     | 66204     | 17.80                     |
| 14           | 14           | "Насиље лета"                    | Дон Скардино      | Мајкл Дуган                                                                                            | 5. фебруар 1991.     | 66219     | 16.20                     |
| 15           | 15           | "Бујице похлепе (1. део)"        | Е. В. Свакхамер   | Синопсис: Мајкл С. Чернучин Сценарио: Мајкл Дуган и Мајкл С. Чернучин                                  | 12. фебруар 1991.    | 66222     | 16.60                     |
| 16           | 16           | "Бујице похлепе (2. део)"        | Е. В. Свакхамер   | Синопсис: Мајкл С. Чернучин Сценарио: Мајкл Дуган и Мајкл С. Чернучин                                  | 19. фебруар 1991.    | 66225     | 13.60                     |
| 17           | 17           | "Печурке"                        | Данијел Сакхајм   | Роберт Палм                                                                                            | 26. фебруар 1991.    | 66218     | 15.60                     |
| 18           | 18           | "Тајни деоничари"                | Е. В. Свакхамер   | Роберт Стјуарт Нејтан                                                                                  | 12. март 1991.       | 66221     | 13.20                     |
| 19           | 19           | "Змијски зуб"                    | Дон Скардино      | Синопис: Рене Балсер и Роберт Стјуарт Нејтан Сценарио: И. Ч. Рапапорт и Џошуа Стерн                    | 19. март 1991.       | 66224     | 19.30                     |
| 20           | 20           | "Невоље"                         | Џон П. Вајтсел II | Синопсис: Роберт Палм Сценарио: Дик Волф и Роберт Палм                                                 | 26. март 1991.       | 66214     | 17.40                     |
| 21           | 21           | "Соната за соло оргуље"          | Фред Гербер       | Синопсис: Џо Моргенстерн и Мајкл С. Чернучин Сценарио: Џо Моргенстерн и Мајкл Дуган                    | 2. април 1991.       | 66226     | 18.00                     |
| 22           | 22           | "Плави зид"                      | Верн Гилам        | Синопсис: Роберт Стјуарт Нејтан Сценарио: Дик Волф и Роберт Стјуарт Нејтан                             | 9. јун 1991.         | 66220     | 12.20                     |

### 2. сезона (1991−92)
- Пол Сорвино је заменио Џорџа Зундзу на почетку ове сезоне.

| Бр. у серији | Бр. у сезони | Назив                  | Редитељ                | Сценариста                                                                               | Пpемијерно емитовање | Пpод. код | Гледаност у САД-у (милиони) |
| ------------ | ------------ | ---------------------- | ---------------------- | ---------------------------------------------------------------------------------------- | -------------------- | --------- | --------------------------- |
| 23           | 1            | "Признање"             | Фред Гербер            | Мајкл Дуган и Роберт Палм                                                                | 17. септембар 1991.  | 67416     | 16.40                       |
| 24           | 2            | "Плате љубави"         | Ед Шерин               | Синопис: Ед Зукерман Сценарио: Роберт Стјуарт Нејтан и Ед Зукерман                       | 24. септембар 1991.  | 67405     | 16.60                       |
| 25           | 3            | "Арија"                | Дон Скардино           | Синопис: Кристин Рум Сценарио: Мајкл С. Чернучин                                         | 1. октобар 1991.     | 67411     | 18.90                       |
| 26           | 4            | "Лудница"              | Кристофер Сигел-Табори | Синопис: Кети Мекормик Сценарио: Роберт Палм                                             | 8. октобар 1991.     | 67409     | 20.80                       |
| 27           | 5            | "Бог благословио децу" | Е. В. Свакхамер        | Дејвид Блек и Роберт Стјуарт Нејтан                                                      | 22. октобар 1991.    | 67404     | 15.10                       |
| 28           | 6            | "Погрешно схаватање"   | Данијел Секим          | Синопис: Мајкл С. Чернучин Сценарио: Мајкл С. Чернучин и Мајкл Дуган                     | 29. октобар 1991.    | 67410     | 18.50                       |
| 29           | 7            | "У знак сећања"        | Ед Шерин               | Синопис: Дејвид Блек и Роберт Стјуарт Нејтан Сценарио: Дејвид Блек и Сајбан Бајрн        | 5. новембар 1991.    | 67413     | 18.10                       |
| 30           | 8            | "Ван коктроле"         | Џон Вајтсел            | Синопис: Џек Ричардсон Сценарио: Дејвид Блек и Роберт Стјуарт Нејтан                     | 12. новембар 1991.   | 67403     | 19.30                       |
| 31           | 9            | "Одрицање"             | Гвен Арнер             | Мајкл С. Чернучин и Џо Моргенстерн                                                       | 19. новембар 1991.   | 67414     | 16.00                       |
| 32           | 10           | "Небо"                 | Ед Шерин               | Синопис: Ненси Ен Милер и Роберт Палм Сценарио: Роберт Палм                              | 26. новембар 1991.   | 67415     | 19.10                       |
| 33           | 11           | "Његових пет минута"   | Стив Коен              | Роберт Нејтан и Џајлс Блант                                                              | 10. децембар 1991.   | 67407     | 18.30                       |
| 34           | 12           | "Убиство звезде"       | Ед Шерин               | Синопис: Роберт Нејтан и Сали Немет Сценарио: Дејвид Блек и Алан Гелб                    | 7. јануар 1992.      | 67406     | 21.30                       |
| 35           | 13           | "Прекид"               | Џим Фроли              | Синопис: Мајкл С. Чернучин и Вилијам Н. Фордс Сценарио: Мајкл Дуган и Вилијам Н. Фордс   | 14. јануар 1992.     | 67418     | 17.40                       |
| 36           | 14           | "Крв није вода"        | Питер Левин            | Синопис: Ед Зукерман Сценарио: Роберт Нејтан и Ед Зукерман                               | 4. фебруар 1992.     | 67422     | 17.60                       |
| 37           | 15           | "Поверење"             | Данијел Секим          | Синопис: Рене Балкер Сценарио: Мајкл Дуган и Рене Балкер                                 | 11. фебруар 1992.    | 67417     | 17.60                       |
| 38           | 16           | "Освета"               | Данијел Секим          | Синопис: Мајкл С. Чернучин и Рене Балкер Сценарио: Мајкл С. Чернучин и Питер С. Гринберг | 18. фебруар 1992.    | 67420     | 19.20                       |
| 39           | 17           | "Mилосрдне сестре"     | Фред Гербер            | Синопис: Рене Балкер и Роберт Палм Сценарио: Рене Балкер                                 | 3. март 1992.        | 67423     | 16.40                       |
| 40           | 18           | "Од колевке до гроба"  | Џејмс Фроли            | Роберт Нејтан и Сали Немет                                                               | 31. март 1992.       | 67424     | 18.10                       |
| 41           | 19           | "Плодно тло"           | Ед Шерин               | Мајкл С. Чернучин и Рене Балкер                                                          | 7. април 1992.       | 67425     | 17.50                       |
| 42           | 20           | "Нетрпељивост"         | Стивен Робмен          | Роберт Нејтан и Сали Немет                                                               | 14. април 1992.      | 67426     | 14.90                       |
| 43           | 21           | "Тишина"               | Ед Шерин               | Синопис: Рене Балкер и Мајкл С. Чернучин Сценарио: Рене Блакер и Мајкл Дуган             | 28. април 1992.      | 67427     | 11.10                       |
| 44           | 22           | "Радна снага"          | Данијел Секим          | Синопис: Роберт Палм Сценарио: Вилијам Н. Фордес и Роберт Палм                           | 12. мај 1992.        | 67428     | 12.10                       |

### 3. сезона (1992−93)
- Пол Сорвино (Фил Серета) напустио је главну поставу после епизоде "Краљевић таме". Заменио га је Џери Орбак (Лени Бриско) у епизоди "Тачка гледишта".
- Керолин Мекормик придружила се главној постави у епизоди "Опроштај" као др. Елизабет Оливет.
- Ден Флорек (Дон Крејген) и Ричард Брукс (Пол Робинет) напустили су главну поставу после епизоде "Доброчинство". Флорека је заменила Ш. Епата Меркерсон (Анита ван Бјурен), а Брукса Џил Хенеси (Клер Кинкејд).

| Бр. у серији | Бр. у сезони | Назив                 | Редитељ        | Сценариста                                                                        | Пpемијерно емитовање | Пpод. код | Гледаност у САД (милиони) |
| ------------ | ------------ | --------------------- | -------------- | --------------------------------------------------------------------------------- | -------------------- | --------- | ------------------------- |
| 45           | 1            | "Површност"           | Данијел Секим  | Роберт Нејтан и Гордон Рејфилд                                                    | 23. септембар 1992.  | 68009     | 14.90                     |
| 46           | 2            | "Завера"              | Ед Шерин       | Мајкл С. Чернучин и Рене Балкер                                                   | 30. септембар 1992.  | 68006     | 12.80                     |
| 47           | 3            | "Опроштај"            | Бил Де'Ила     | Синопис: Ед Зукерман Сценарио: Роберт Нејтан и Ед Зукерман                        | 7. октобар 1992.     | 68005     | 17.20                     |
| 48           | 4            | "Вео сарадње"         | Дон Скардино   | Мајкл С. Чернучин и Џо Моргенстерн                                                | 14. октобар 1992.    | 68007     | 14.80                     |
| 49           | 5            | "Блаженство брака"    | Верн Гилам     | Роберт Нејтан и Едвард Померанц                                                   | 21. октобар 1992.    | 68004     | 14.80                     |
| 50           | 6            | "Нема помоћи"         | Џејмс Фроли    | Мајкл С. Чернучин и Кристин Рум                                                   | 4. новембар 1992.    | 68011     | 17.50                     |
| 51           | 7            | "Самоодбрана"         | Ед Шерин       | Рене Балкер и Хал Пауел                                                           | 11. новембар 1992.   | 68008     | 14.90                     |
| 52           | 8            | "Краљевић таме"       | Гилберт Шилтон | Роберт Нејтан и Вилијам Н. Фордес                                                 | 18. новембар 1992.   | 68003     | 14.60                     |
| 53           | 9            | "Тачка гледишта"      | Гилберт Мозес  | Валон Грин и Рене Балкер                                                          | 25. новембар 1992.   | 68012     | 16.40                     |
| 54           | 10           | "Саветовање"          | Џејмс Фроли    | Мет Кин и Џо Рајнкмајер                                                           | 9. децембар 1992.    | 68014     | 13.40                     |
| 55           | 11           | "Шира родбина"        | Чарлс Корел    | Синопис: Вендел Ролс и Роберт Нејтан Сценарио: Роберт Нејтан                      | 6. јануар 1993.      | 68015     | 16.10                     |
| 56           | 12           | "Право на заступника" | Џејмс Фроли    | Мајкл С. Чернучин и Бери М. Шолник                                                | 13. јануар 1993.     | 68019     | 15.10                     |
| 57           | 13           | "Ноћ и магла"         | Ед Шерин       | Мајкл С. Чернучин и Рене Балкер                                                   | 3. фебруар 1993.     | 68018     | 14.60                     |
| 58           | 14           | "Одржати обећање"     | Ед Шерин       | Синопис: Роберт Нејтан и Џошуа Стерн Сценаиро: Вилијам Н. Фордес и Даглас Палау   | 10. фебруар 1993.    | 68022     | 11.40                     |
| 59           | 15           | "Мајчинска љубав"     | Данијел Секим  | Синопис: Роберт Нејтан Сценарио: Валон Грин и Роберт Нејтан                       | 24. фебруар 1993.    | 68024     | 14.60                     |
| 60           | 16           | "Надлежност"          | Брус Сет Грин  | Валон Грин и Рене Балкер                                                          | 3. март 1993.        | 68017     | TBA                       |
| 61           | 17           | "Недолично понашање"  | Артур В. Форни | Синопис: Мајкл С. Чернучин и Рене Балкер Сценарио: Валон Грин и Питер С. Гринберг | 10. март 1993.       | 68023     | 13.50                     |
| 62           | 18           | "Животињски нагон"    | Ед Шерин       | Мајкл С. Чернучин и Сибил Гарднер                                                 | 17. март 1993.       | 68021     | 12.70                     |
| 63           | 19           | "Вирус"               | Стивен Робмен  | Мајкл С. Чернучин и Рене Балкер                                                   | 21. април 1993.      | 68010     | 11.90                     |
| 64           | 20           | "Тајна служба"        | Џејмс Хејман   | Мет Кин и Џо Рајнкмајер                                                           | 5. мај 1993.         | 68026     | 10.80                     |
| 65           | 21           | "Мушкост"             | Ед Шерин       | Синопис: Роберт Нејтан Сценарио: Роберт Нејтан и Валон Грин                       | 12. мај 1993.        | 68025     | 13.70                     |
| 66           | 22           | "Доброчинство"        | Ед Шерин       | Синопис: Рене Балкер и Даглас Палау Сценарио: Даглас Палау                        | 19. мај 1993.        | 68028     | 15.40                     |

### 4. сезона (1993−94)
- Ш. Епата Меркерсон (Анита ван Бјурен) и Џил Хенеси (Клер Кинкејд) су се придружиле главној постави.
- Мајкл Моријарти (Бенџамин Стоун) и Керолин Мекормик (др. Елизабет Оливет) напустили су серију односно главну поставу на крају сезоне. Моријартија је заменио Сем Вотерстон (Џек Мекој) у 5. сезони.
- Уводна шпица је скраћена на 46. секунди и додато јој је више баса.
- Почев од ове сезоне, Флорек је режирао неколико епизода пре него што је ушао у главну поставу серије Ред и закон: Одељење за специјалне жртве 1999. године.

| Бр. у серији | Бр. у сезони | Назив              | Редитељ           | Сценариста                                                                         | Пpемијерно емитовање | Пpод. код | Гледаност у САД-у (милиони) |
| ------------ | ------------ | ------------------ | ----------------- | ---------------------------------------------------------------------------------- | -------------------- | --------- | --------------------------- |
| 67           | 1            | "Гледаност"        | Џејмс Фроли       | Крег Мекнир и Роберт Нејтан                                                        | 15. септембар 1993.  | 69009     | 13.60                       |
| 68           | 2            | "Добровољци"       | Џејмс Квин        | Рене Балкер                                                                        | 29. септембар 1993.  | 69017     | 13.70                       |
| 69           | 3            | "Раздор"           | Ед Шерин          | Мајкл С. Чернучин                                                                  | 6. октобар 1993.     | 69012     | 15.30                       |
| 70           | 4            | "Профил"           | Е. В. Свакхамер   | Синопис: Гордно Рејфил и Ед Зукерман Сценарио: Гордон Рејфилд                      | 13. октобар 1993.    | 69010     | 16.00                       |
| 71           | 5            | "Црна кравата"     | Артур В. Форни    | Валон Грин и Артур В. Форни                                                        | 20. октобар 1993.    | 69004     | 16.30                       |
| 72           | 6            | "Гордост и радост" | Гилберт Шилтон    | Едвард Померанц и Роберт Нејтан                                                    | 27. октобар 1993.    | 69006     | 16.20                       |
| 73           | 7            | "Апокриф"          | Габријел Бомонт   | Мајкл С. Чернучин                                                                  | 3. новембар 1993.    | 69013     | 14.90                       |
| 74           | 8            | "Амерички сан"     | Константин Макрис | Сибил Гарднер                                                                      | 9. новембар 1993.    | 69018     | 14.40                       |
| 75           | 9            | "Рођен лош"        | Фред Гербер       | Мајкл С. Чернучин и Сали Немет                                                     | 16. новембар 1993.   | 69021     | 15.60                       |
| 76           | 10           | "Потера за срећом" | Ден Флорек        | Морган Гендел и Роберт Нејтан                                                      | 1. децембар 1993.    | 69005     | 17.00                       |
| 77           | 11           | "Златно доба"      | Хелејн Хед        | Синопис: Даг Палау и Ед Зукерман Сценарио: Даг Палау                               | 5. јануар 1994.      | 69008     | 15.20                       |
| 78           | 12           | "Отет"             | Константин Макрис | Валон Грин и Рене Балкер                                                           | 12. јануар 1994.     | 69024     | 15.30                       |
| 79           | 13           | "Узгајивач"        | Артур В. Форни    | Мајкл С. Чернучин и Рене Балкер                                                    | 19. јануар 1994.     | 69023     | 19.30                       |
| 80           | 14           | "Укор"             | Ед Шерин          | Вилијам Н. Фордес                                                                  | 2. фебруар 1994.     | 69026     | 19.00                       |
| 81           | 15           | "Деца"             | Дон Скардино      | Мајкл Херберт и Роберт Нејтан                                                      | 9. фебруар 1994.     | 69028     | 16.30                       |
| 82           | 16           | "Велики прасак"    | Ден Флорек        | Ед Зукерман                                                                        | 2. март 1994.        | 69027     | 15.70                       |
| 83           | 17           | "Хаос"             | Џејмс Квин        | Синопис: Мајкл С. Чернучин и Рене Балкер Сценарио: Мајкл С. Чернучин и Валон Грин  | 9. март 1994.        | 69029     | 16.60                       |
| 84           | 18           | "Улог"             | Ед Шерин          | Синоопис: Кевин Аркади и Харви Соломон Сценарио: Мајкл С. Чернучин и Харви Соломон | 30. март 1994.       | 69002     | 16.30                       |
| 85           | 19           | "Светиња"          | Артур В. Форни    | Мајкл С. Чернучин и Вилијам Н. Фордес                                              | 13. април 1994.      | 69030     | 17.10                       |
| 86           | 20           | "Нега"             | Џејс Александер   | Парис Кварелс и Ед Зукерман                                                        | 4. мај 1994.         | 69011     | 15.30                       |
| 87           | 21           | "Парови"           | Ед Шерин          | Мајкл С. Чернучин и Рене Балкер                                                    | 18. мај 1994.        | 69001     | 15.70                       |
| 88           | 22           | "Стари пријатељи"  | Џејмс Квин        | Синопис: Џошуа Стерн Сценарио: Роберт Нејтан и Џошуа Стерн                         | 25. мај 1994.        | 69031     | 15.30                       |

### 5. сезона (1994−95)
- Сем Вотерстон (Џек Мекој) придружио се главној постави.
- Ден Флорек се појавио у улози Дона Крејгена у епизоди "Лоша вера".
- Ово је последња сезона у којој је Крис Нот (Мајк Логан) био члан главне поставе. Он је касније поново тумачио улогу Мајка Логана у филму Изгнан: Филм Ред и закон 1998. године и другом огранку серије Ред и закон: Злочиначке намере од 2005. до 2008. године. Заменио га је Бенџамин Брет (Реј Кертис) у 6. сезони.

| Бр. у серији | Бр. у сезони | Назив                 | Редитељ            | Сценариста                                                                       | Пpемијерно емитовање | Пpод. код | Гледаност у САД (милиони) |
| ------------ | ------------ | --------------------- | ------------------ | -------------------------------------------------------------------------------- | -------------------- | --------- | ------------------------- |
| 89           | 1            | "Друго мишљење"       | Ед Шерин           | Мајкл С. Чернучин и Џереми Р. Литмен                                             | 21. септембар 1994.  | 69408     | 18.30                     |
| 90           | 2            | "Кома"                | Џејс Александер    | Ед Зукерман                                                                      | 28. септембар 1994.  | 69406     | 19.50                     |
| 91           | 3            | "Плави бамбус"        | Дон Скардино       | Синопис: Рене Балкер и Морган Гендел Сценарио: Рене Балкер и Хал Пауел           | 5. октобар 1994.     | 69402     | 15.50                     |
| 92           | 4            | "Породичне вредности" | Константин Макрис  | Рене Балкер и Вилијам Б. Фордес                                                  | 12. октобар 1994.    | 69401     | 17.70                     |
| 93           | 5            | "Бели зец"            | Стивен Робмен      | Ед Зукерман и Морган Гендел                                                      | 19. октобар 1994.    | 69411     | 18.20                     |
| 94           | 6            | "Способност"          | Фред Гербер        | Мајкл С. Чернучин и Марк Б. Пери                                                 | 2. новембар 1994.    | 69409     | 17.90                     |
| 95           | 7            | "Драгоцен"            | Константин Макрис  | Рене Балкер и И. Ч. Рапопорт                                                     | 9. новембар 1994.    | 69410     | 17.50                     |
| 96           | 8            | "Врлина"              | Марта Мичел        | Марк Б. Пери и Џереми Р. Литмен                                                  | 23. новембар 1994.   | 69412     | TBA                       |
| 97           | 9            | "Нитков"              | Марк Лоб           | Ед Зукерман и Чарлс Ч. Мен                                                       | 30. новембар 1994.   | 69415     | 18.30                     |
| 98           | 10           | "Заступник куће"      | Џејмс Квин         | Мајкл С. Чернучин и Бери М. Шолник                                               | 4. јануар 1995.      | 69413     | 16.40                     |
| 99           | 11           | "Старатељ"            | Кристофер Мисијано | Синопис: Рене Балкер и Вилијам Н. Фордес Сценарио: Рене Балкер и Бред Марковиц   | 11. јануар 1995.     | 69404     | 16.60                     |
| 100          | 12           | "Потомство"           | Дон Скардино       | Синопис: Ед Зукерман и Морган Гендел Сценарио: Морган Гендел и Марк Б. Пери      | 25. јануар 1995.     | 69416     | 16.40                     |
| 101          | 13           | "Бес"                 | Артур В. Форни     | Мајкл С. Чернучин                                                                | 1. фебруар 1995.     | 69414     | 17.10                     |
| 102          | 14           | "Рад"                 | Марта Мичел        | Синопис: Ед Зукерман и Џереми Р. Литмен Сценарио: Рене Балкер и Џереми Р. Литмен | 8. фебруар 1995.     | 69419     | 16.20                     |
| 103          | 15           | "Семе"                | Дон Скардино       | Мајкл С. Чернучин и Џенис Дајмонд                                                | 15. фебруар 1995.    | 69420     | 16.80                     |
| 104          | 16           | "Бити као неко"       | Луис Х. Голд       | Рене Балкер и И. Ч. Рапопорт                                                     | 15. март 1995.       | 69417     | 16.00                     |
| 105          | 17           | "Чин божји"           | Константин Макрис  | Ед Зукерман и Волтер Даленбах                                                    | 22. март 1995.       | 69422     | 16.00                     |
| 106          | 18           | "Повластица"          | Винсент Мисијано   | Џереми Р. Литмен и Сузан О’Мали                                                  | 5. април 1995.       | 69418     | 14.60                     |
| 107          | 19           | "Окрутни и необични"  | Метју Пен          | Рене Балкер и Мајкл С. Чернучин                                                  | 19. април 1995.      | 69423     | 15.50                     |
| 108          | 20           | "Лоша вера"           | Ден Флорек         | Рене Балкер                                                                      | 26. април 1995.      | 69426     | 13.40                     |
| 109          | 21           | "Љубичасто срце"      | Артур В. Форни     | Морген Гендел и Вилијам Н. Фордес                                                | 3. мај 1995.         | 69421     | 14.10                     |
| 110          | 22           | "Промена"             | Кристофер Мисијано | Џереми Р. Литмен и Сибил Гарднер                                                 | 17. мај 1995.        | 69425     | 14.10                     |
| 111          | 23           | "Понос"               | Ед Шерин           | Ед Зукерман и Џин Ричс                                                           | 24. мај 1995.        | 69427     | 13.40                     |

### 6. сезона (1995−96)
- Бенџамин Брет (Реј Кертис) се придружио главној постави. Ричард Брукс је поново тумачио своју улогу ПОТ Пола Робинета. Џил Хенеси (Клер Кинкејд) напустила је серију на крају сезоне, а њен лик је погинуо.
- Последња епизода сезоне "Последица" је једна једина епизода у целој серији Ред и закон која не приказује случај него слободно време ликова. Клер Кинкејд је погинула у саобраћајној несрећи, а детектив Лени Бриско је повређен.

| Бр. у серији | Бр. у сезони | Назив            | Редитељ            | Сценариста                                                                         | Пpемијерно емитовање | Пpод. код | Гледаност у САД-у (милиони) |
| ------------ | ------------ | ---------------- | ------------------ | ---------------------------------------------------------------------------------- | -------------------- | --------- | --------------------------- |
| 112          | 1            | "Горки плодови"  | Константин Макрис  | Рене Балкер и Џереми Р. Литмен                                                     | 20. септембар 1995.  | K0105     | 17.30                       |
| 113          | 2            | "Побуњеници"     | Ед Шерин           | Синоопис: Сузан О’Мали и Ед Зукерман Сценарио: Сузан О’Мали                        | 27. септембар 1995.  | K0106     | 13.70                       |
| 114          | 3            | "Дивљаци"        | Џејс Александер    | Морган Гендел, Бери М. Шолник и Мајкл С. Чернучин                                  | 18. октобар 1995.    | K0103     | 14.70                       |
| 115          | 4            | "Опасност"       | Кристофер Мисијано | Рене Балкер и Џереми Р. Литмен                                                     | 1. новембар 1995.    | K0107     | 15.00                       |
| 116          | 5            | "Врела потера"   | Луис Х. Голд       | Ед Зукерман и Морган Гендел                                                        | 8. новембар 1995.    | K0110     | 17.10                       |
| 117          | 6            | "Параноја"       | Фред Гербер        | Мајкл С. Чернучин                                                                  | 15. новембар 1995.   | K0104     | 16.70                       |
| 118          | 7            | "Понижење"       | Метју Пен          | Мајкл С. Чернучин и Бери М. Шолник                                                 | 22. новембар 1995.   | K0111     | 19.20                       |
| 119          | 8            | "Анђео"          | Артур В. Форни     | Мајкл С. Чернучин и Џенис Дајмонд                                                  | 29. новембар 1995.   | K0114     | 17.00                       |
| 120          | 9            | "Крвава клетва"  | Константин Макрис  | Синопис: И. Ч. Рапопорт Сценарио: Рене Белкер и И. Ч. Рапопорт                     | 3. јануар 1996.      | K0109     | 18.70                       |
| 121          | 10           | "Робијаш"        | Џејс Александер    | Рене Балкер и Елејн Лозер                                                          | 10. јануар 1996.     | K0113     | 15.60                       |
| 122          | 11           | "Корпус деликти" | Кристофер Мисијано | Ед Зукерман и Бери М. Шолник                                                       | 17. јануар 1996.     | K0115     | 17.40                       |
| 123          | 12           | "Пехар"          | Марта Мичел        | Синопис: Џереми Р. Литмен Сценарио: Ед Зукерман и Џереми Р. Литмен                 | 31. јануар 1996.     | K0114     | 17.30                       |
| 124          | 13           | "Љупки град"     | Ед Шерин           | Мајкл С. Чернучин и Хорге Замакона                                                 | 7. фебруар 1996.     | K0116     | 19.40                       |
| 125          | 14           | "Старатељство"   | Константин Макрис  | Синопис: Морган Гендел Сценарио: Рене Балкер и Морган Гендел                       | 21. фебруар 1996.    | K0117     | 14.70                       |
| 126          | 15           | "Бис"            | Метју Пен          | Ед Зукерман и Ѕонатан Р. Литмен                                                    | 28. фебруар 1996.    | K0120     | 15.10                       |
| 127          | 16           | "Спаситељ"       | Дејвид Плат        | Мајкл С. Чернучин и Бери М. Шолник                                                 | 13. март 1996.       | K0121     | 15.90                       |
| 128          | 17           | "Обмана"         | Винсент Мисијано   | Рене Балкер и Еди Фелдмен                                                          | 27. март 1996.       | K0118     | 15.30                       |
| 129          | 18           | "Искупљење"      | Марта Мичел        | Синопис: Морган Гендел Сценарио: Ед Зукерман и Морган Гендел                       | 10. април 1996.      | K0123     | 16.20                       |
| 130          | 19           | "Робље"          | Џејс Александер    | Рене Балкер и Елејн Лозер                                                          | 21. април 1996.      | K0122     | 12.70                       |
| 131          | 20           | "Другарице"      | Кристофер Мисијано | Синопис: Ед Зукерман и Сузан О’Мали Сценарио: Ед Зукерман и Џонатан Р. Литмен      | 1. мај 1996.         | K0124     | 13.60                       |
| 132          | 21           | "Самозаступање"  | Луис Х. Голд       | Рене Балкер и И. Ч. Рапопорт                                                       | 8. мај 1996.         | K0119     | 14.60                       |
| 133          | 22           | "Носталгија"     | Метју Пен          | Синопис: Бери М. Шолник и Елејн Лозер Сценарио: Мајкл С. Чернучин и Бери М. Шолник | 15. мај 1996.        | K0126     | 17.30                       |
| 134          | 23           | "Последица"      | Марта Мичел        | Синопис: Џенис Дајмонд Сценарио: Мајкл С. Чернучин и Џенис Дајмонд                 | 22. мај 1996.        | K0125     | 15.00                       |

### 7. сезона (1996−97)
- Кери Лоуел се придружила главној постави као Џејми Рос, заменивши Џил Хенеси (Клер Кинкејд) на почетку сезоне.
- У тилогији "Девојка", "Преокрет" и "Обрачун" појавио се Скот Коен који је тумачио истражитеља ОТ-а Криса Рејвела у огранку Ред и закон: Суђење пред поротом.

| Бр. у серији | Бр. у сезони | Назив               | Редитељ            | Сценариста                                                                             | Пpемијерно емитовање | Пpод. код | Гледаност у САД-у (милиони) |
| ------------ | ------------ | ------------------- | ------------------ | -------------------------------------------------------------------------------------- | -------------------- | --------- | --------------------------- |
| 135          | 1            | "Узрок смрти"       | Ед Шерин           | Рене Балкер                                                                            | 18. септембар 1996.  | K1106     | 15.70                       |
| 136          | 2            | "Препознавање"      | Константин Макрис  | Ед Зукерман                                                                            | 25. септембар 1996.  | K1107     | 16.50                       |
| 137          | 3            | "Добра девојка"     | Џејс Александер    | Џереми Р. Литмен                                                                       | 2. октобар 1996.     | K1103     | 14.50                       |
| 138          | 4            | "Преживели"         | Винсент Мисијано   | Бери М. Шолник                                                                         | 23. октобар 1996.    | K1104     | 15.50                       |
| 139          | 5            | "Мићење"            | Метју Пен          | Синопис: Гарднер Стерн Сценарио: Рене Балкер и Гарднер Стерн                           | 30. октобар 1996.    | K1101     | 16.20                       |
| 140          | 6            | "Двоструко слепило" | Кристофер Мисијано | Џереми Р. Литмен и Вилијам Н. Фордес                                                   | 6. новембар 1996.    | K1105     | 15.20                       |
| 141          | 7            | "Терет"             | Константин Макрис  | Ед Зукерман и И. Ч. Рапопорт                                                           | 13. новембар 1996.   | K1108     | 14.90                       |
| 142          | 8            | "Породична ствар"   | Луис Х. Голд       | Гарднер Стерн и Бери М. Шолник                                                         | 20. новембар 1996.   | K1111     | 14.00                       |
| 143          | 9            | "Замка"             | Метју Пен          | Рене Балкер и Ричард Сверен                                                            | 8. јануар 1997.      | K1109     | 13.20                       |
| 144          | 10           | "Наслеђе"           | Брајан Мертес      | Ед Зукерман и Џереми Р. Литмен                                                         | 15. јануар 1997.     | K1113     | 15.10                       |
| 145          | 11           | "Претња"            | Константин Макрис  | Синопис: И. Ч. Рапопорт Сценарио: Бери М. Шолник и И. Ч. Рапопорт                      | 5. фебруар 1997.     | K1114     | 15.00                       |
| 146          | 12           | "Трампа"            | Ден Карлок         | Рене Балкер и Еди Фелдмен                                                              | 12. фебруар 1997.    | K1110     | 14.80                       |
| 147          | 13           | "Брак"              | Луис Х. Голд       | Ед Зукерман и Ричард Сверен                                                            | 19. фебруар 1997.    | K1115     | 13.10                       |
| 148          | 14           | "Запослена мајка"   | Џејс Александер    | Џереми Р. Литмен и И. Ч. Рапопорт                                                      | 26. фебруар 1997.    | K1118     | 15.00                       |
| 149          | 15           | "Девојка (1. део)"  | Ед Шерин           | Рене Балкер, Ед Зукерман и Гарднер Стерн                                               | 13. март 1997.       | K1119     | 19.80                       |
| 150          | 16           | "Преокрет (2. део)" | Ед Шерин           | Рене Балкер, Ед Зукерман и Гарднер Стерн                                               | 20. март 1997.       | K1120     | 18.10                       |
| 151          | 17           | "Обрачун (3. део)"  | Ед Шерин           | Рене Балкер, Ед Зукерман и Гарднер Стерн                                               | 27. март 1997.       | K1121     | 17.10                       |
| 152          | 18           | "Бесан пас"         | Кристофер Мисијано | Рене Балкер                                                                            | 2. април 1997.       | K1116     | 14.90                       |
| 153          | 19           | "Суноврат"          | Артур Б. Ворфни    | Синопис: Ед Зукерман и Сајмон Вајнселберг Сценаиро: Ричард Сверен и Сајмон Вајнселберг | 16. април 1997.      | K1122     | 14.60                       |
| 154          | 20           | "Ми волимо Мајка"   | Дејвид Плат        | Гарднер Стерн и И. Ч. Рапопорт                                                         | 30. април 1997.      | K1125     | 13.40                       |
| 155          | 21           | "Страст"            | Константин Макрис  | Синопис: Бери М. Шолник 'Сценарио: Ричард Сверен и Бери М. Шолник                      | 7. мај 1997.         | K1124     | 13.10                       |
| 156          | 22           | "Паст имперфект"    | Кристофер Мисијано | Џенис Дајмонд                                                                          | 14. мај 1997.        | K1112     | 13.40                       |
| 157          | 23           | "Неизлечиво"        | Константин Макрис  | Рене Балкер и Ед Зукерман                                                              | 21. мај 1997.        | K1102     | 14.90                       |

### 8. сезона (1997−98)
- Ово је прва сезона у којој се није мењала главна постава после претходне сезоне.
- Ово је прва сезона са 24 епизоде.
- Ово је је последња сезона у којој је Кери Лоуел (Џејми Рос) била чланица главне поставе. Она се поново појавила у по једној епизоди 10. и 11. сезоне, а касније је постала судиница у огранку Ред и закон: Суђење пред поротом.

| Бр. у серији | Бр. у сезони | Назив                   | Редитељ            | Сценариста                                                     | Пpемијерно емитовање | Пpод. код | Гледаност у САД-у (милиони) |
| ------------ | ------------ | ----------------------- | ------------------ | -------------------------------------------------------------- | -------------------- | --------- | --------------------------- |
| 158          | 1            | "Узбуђење"              | Марта Мичел        | Рене Балкер                                                    | 24. септембар 1997.  | K2508     | 17.58                       |
| 159          | 2            | "Порицање"              | Кристофер Мисијано | Синопис: Дејвид Шор Сценарио: Рене Балкер и Дејвид Шор         | 8. октобар 1997.     | K2504     | 14.30                       |
| 160          | 3            | "Морнарички блуз"       | Џејс Александер    | Синопис: Кети Мекормик Сценарио: Дик Волф и Кети Мекормик      | 15. октобар 1997.    | K2510     | 11.80                       |
| 161          | 4            | "Жетва"                 | Метју Пен          | Синопис: И. Ч. Рапопорт Сценарио: Рене Балкер и И. Ч. Рапопорт | 29. октобар 1997.    | K2506     | 14.20                       |
| 162          | 5            | "Поништење"             | Константин Макрис  | Дејвид Блек                                                    | 5. новембар 1997.    | K2507     | 13.00                       |
| 163          | 6            | "Мала, ти си"           | Ед Шерин           | Хорге Замакона                                                 | 12. новембар 1997.   | K2511     | 16.00                       |
| 164          | 7            | "Крв"                   | Џејс Александер    | Синопис: Крег Тепер Сценарио: Рене Балкер и Крег Тепер         | 19. новембар 1997.   | K2502     | 15.10                       |
| 165          | 8            | "Сенка"                 | Метју Пен          | Ричард Сверен                                                  | 26. новембар 1997.   | K2505     | 14.80                       |
| 166          | 9            | "Сагорели"              | Константни Макрис  | Сајбан Бајрн                                                   | 10. децембар 1997.   | K2501     | 14.20                       |
| 167          | 10           | "Обред"                 | Брајан Мертес      | Кети Мекормик и Ричард Сверен                                  | 17. децембар 1997.   | K2516     | 13.90                       |
| 168          | 11           | "Под дејством алкохола" | Адам Дејвидсон     | Рене Балкер                                                    | 7. јануар 1998.      | K2517     | 17.00                       |
| 169          | 12           | "Стручњак"              | Луис Х. Голд       | Дејвид Шор и И. Ч. Рапопорт                                    | 21. јануар 1998.     | K2518     | 13.60                       |
| 170          | 13           | "Одбачен"               | Глорија Муцио      | Дејвид Блек и Харолд Шектер                                    | 28. јануар 1998.     | K2512     | 15.60                       |
| 171          | 14           | "Греота"                | Кристофер Мисијано | Сузан О’Мали                                                   | 4. фебруар 1998.     | K2514     | 14.60                       |
| 172          | 15           | "Лицем у лице"          | Марта Мичел        | Рене Балкер и Еди Фелдмен                                      | 25. фебруар 1998.    | K2519     | 13.80                       |
| 173          | 16           | "Развод"                | Константин Макрис  | Бери М. Шолник                                                 | 4. март 1998.        | K2520     | 14.70                       |
| 174          | 17           | "Преносилац"            | Џ. Ранели          | Дејвид Блек                                                    | 1. април 1998.       | K2525     | 12.70                       |
| 175          | 18           | "Ухода"                 | Ричард Добс        | Кети Мекормик                                                  | 15. април 1998.      | K2523     | 16.40                       |
| 176          | 19           | "Нестао"                | Дејвид Плат        | Ричард Сверен и Вилијам Н. Фордес                              | 22. април 1998.      | K2528     | 14.20                       |
| 177          | 20           | "Оптерећење"            | Константин Макрис  | Дејвид Шор и И. Ч. Рапопорт                                    | 24. април 1998.      | K2526     | 11.30                       |
| 178          | 21           | "Лоша девојка"          | Џејс Александер    | Рене Балкер и Ричард Сверен                                    | 29. април 1998.      | K2524     | 14.30                       |
| 179          | 22           | "Штета"                 | Константин Макрис  | Џенис Дајмонд                                                  | 6. мај 1998.         | K2522     | 14.30                       |
| 180          | 23           | "Таблоид"               | Брајан Мертес      | Синопис: Дејвид Блек Сценарио: Дејвид Блек и Алек Болдвин      | 13. мај 1998.        | K2515     | 13.30                       |
| 181          | 24           | "Чудовиште"             | Ед Шерин           | Рене Балкер и Ричард Сверен                                    | 20. мај 1998.        | K2527     | 14.80                       |

### 9. сезона (1998−99)
- Енџи Хармон придружила се главној постави као Еби Кармајкл на почетку сезоне.
- Бенџамин Брет (Реј Кертис) напустио је главну поставу на крају ове сезоне, али се појавио у епизоди "Савезњак" у двадесетој сезони.
- Филм Изгнан: Филм Ред и закон емитован је током ове сезоне.

| Бр. у серији | Бр. у сезони | Назив               | Редитељ            | Сценариста                                                                               | Пpемијерно емитовање | Пpод. код | Гледаност у САД-у (милиони) |
| ------------ | ------------ | ------------------- | ------------------ | ---------------------------------------------------------------------------------------- | -------------------- | --------- | --------------------------- |
| 182          | 1            | "Нега"              | Ед Шерин           | Синопсис: Кети Мекормик Сценарио: Карл Нелсон, Скот Тобин и Кети Мекормик                | 23. септембар 1998.  | E0203     | 15.60                       |
| 183          | 2            | "ВКЦ"               | Константин Макрис  | Рене Балкер                                                                              | 7. октобар 1998.     | E0205     | TBA                         |
| 184          | 3            | "Мамац"             | Луис Х. Гулд       | Синопсис: Дејвид Шор Сценарио: Дејвид Шор и И. Ч. Рапапорт                               | 14. октобар 1998.    | E0204     | TBA                         |
| 185          | 4            | "Зараза"            | Дејвид Плат        | Ричард Сверен и Вилијам Н. Фордс                                                         | 21. октобар 1998.    | E0209     | TBA                         |
| 186          | 5            | "Патња"             | Константин Макрис  | Кети Мекормик                                                                            | 4. новембар 1998.    | E0216     | TBA                         |
| 187          | 6            | "Шифровање"         | Марта Мичел        | Синопсис: Ед Зукерман Сценарио: Џудит Хупер и Дик Терези                                 | 11. новембар 1998.   | E0208     | TBA                         |
| 188          | 7            | "Отров"             | Џејс Александер    | Синопсис: И. Ч. Рапапорт Сценарио: Дејвид Шор и И. Ч. Рапапорт                           | 18. новембар 1998.   | E0206     | TBA                         |
| 189          | 8            | "Олош"              | Метју Пен          | Синопсис: Мет Витен Сценарио: Ричард Сверен и Мет Витен                                  | 25. новембар 1998.   | E0215     | 13.43                       |
| 190          | 9            | "Прави север"       | Артур В. Форни     | Ед Зукерман                                                                              | 9. децембар 1998.    | E0207     | TBA                         |
| 191          | 10           | "Мржња"             | Константин Макрис  | Рене Балкер                                                                              | 6. јануар 1999.      | E0214     | TBA                         |
| 192          | 11           | "Бедеми"            | Метју Пен          | Кети Мекормик и Лини Е. Лит                                                              | 13. јануар 1999.     | E0211     | 16.62                       |
| 193          | 12           | "Рај"               | Дејвид Плат        | Дејвид Шор и И. Ч. Рапопорт                                                              | 10. фебруар 1999.    | E0219     | 13.55                       |
| 194          | 13           | "Ловци"             | Ричард Добс        | Синопсис: Џери Конвеј Сценарио: Вилијам Н. Фордс и Џери Конвеј                           | 10. фебруар 1999.    | E0218     | 15.29                       |
| 195          | 14           | "Споредан расплет"  | Ед Шерин           | Рене Балкер                                                                              | 17. фебруар 1999.    | E0210     | 15.63                       |
| 196          | 15           | "Ученик"            | Марта Мичел        | Синопсис: Ричард Сверен и Лини Е. Лит Сценарио: Кети Мекормик и Лини Е. Лит              | 24. фебруар 1999.    | E0220     | 13.55                       |
| 197          | 16           | "Нашкодити"         | Ричард Добс        | Рене Балкер и Еди Фелдмен                                                                | 3. март 1999.        | E0213     | TBA                         |
| 198          | 17           | "Значка"            | Стивен Вертимер    | Синопсис: Дејвид Шор, И. Ч. Рапапорт и Рене Балкер Сценарио: Дејвид Шор и И. Ч. Рапапорт | 24. март 1999.       | E0220     | TBA                         |
| 199          | 18           | "Малолетник"        | Луис Х. Гулд       | Ричард Сверен и Лини Е. Лит                                                              | 14. април 1999.      | E0223     | 14.87                       |
| 200          | 19           | "Табула раза"       | Ричард Добс        | Кети Мекормик и Вилијам Н. Фордс                                                         | 21. април 1999.      | E0222     | 16.45                       |
| 201          | 20           | "Царство"           | Метју Пен          | Синопсис: Роберт Палм Сценарио: Рене Балкер и Роберт Палм                                | 5. мај 1999.         | E0217     | TBA                         |
| 202          | 21           | "Властољубивост"    | Кристофер Мисијано | Синопсис: Бери М. Шолник Сценарио: Ричард Сверен и Бери Шолник                           | 12. мај 1999.        | E0221     | 15.06                       |
| 203          | 22           | "Уписи"             | Џејс Александер    | Синопсис: Кети Мекормик и Лини Е. Лит Сценарио: Вилијам Н. Фордс и Лини Е. Лит           | 19. мај 1999.        | E0224     | TBA                         |
| 204          | 23           | "Уточиште (1. део)" | Константин Макрис  | Рене Балкер                                                                              | 26. мај 1999.        | E0212     | 16.31                       |
| 205          | 24           | "Уточиште (2. део)" | Константин Макрис  | Рене Балкер                                                                              | 26. мај 1999.        | E0225     | 19.29                       |

### 10. сезона (1999−00)
- Бенџамин Брет (Реј Кертис) напустио је главну поставу након девете сезоне, а заменио га је Џеси Л. Мартин (Ед Грин) на почетку ове сезоне. Стивен Хил (Адам Шиф) напустио је серију након ове сезоне. Он је био последњи члан главне поставе из прве сезоне који је напустио серију.
- Ово је прва сезона која се емитовала упоредо са огранком Ред и закон: Одељење за специјалне жртве.

| Бр. у серији | Бр. у сезони | Назив                   | Редитељ            | Сценариста                                                                  | Пpемијерно емитовање | Пpод. код | Гледаност у САД-у (милиони) |
| ------------ | ------------ | ----------------------- | ------------------ | --------------------------------------------------------------------------- | -------------------- | --------- | --------------------------- |
| 206          | 1            | "Вашар оружја"          | Ед Шерин           | Рене Балкер                                                                 | 22. септембар 1999.  | K2508     | TBA                         |
| 207          | 2            | "Убице"                 | Константин Макрис  | Ричард Сверен                                                               | 29. септембар 1999.  | K2504     | 18.70                       |
| 208          | 3            | "Не оживљавати"         | Дејвид Плат        | Синопсис: Кети Мекормик Сценарио: Вилијам Н. Фордс                          | 6. октобар 1999.     | K2510     | 17.90                       |
| 209          | 4            | "Примање"               | Стивен Вертимер    | Лин Мејмет                                                                  | 13. октобар 1999.    | K2506     | 16.84                       |
| 210          | 5            | "Правда"                | Метју Пен          | Синопсис: Џери Конвеј Сценарио: Вилијам Н. Фордс и Џери Конвеј              | 10. новембар 1999.   | K2507     | TBA                         |
| 211          | 6            | "Трка"                  | Џејс Александер    | Ричард Сверен и Мет Витен                                                   | 17. новембар 1999.   | K2511     | 17.69                       |
| 212          | 7            | "Жртвено јагње"         | Дејвид Плат        | Рене Балкер и Лини Е. Лит                                                   | 24. новембар 1999.   | K2502     | 17.60                       |
| 213          | 8            | "Крвави новац"          | Метју Пен          | Бери Шајндел                                                                | 1. децембар 1999.    | K2505     | 15.24                       |
| 214          | 9            | "Залазак сунца"         | Џејс Александер    | Синопсис: Криста Вернов Сценарио: Вилијам Н. Фордс и Криста Вернов          | 15. децембар 1999.   | K2501     | 19.29                       |
| 215          | 10           | "Родитељи"              | Константин Макрис  | Ричард Сверен и Мет Витен                                                   | 1. јануар 2000.      | K2516     | 18.28                       |
| 216          | 11           | "Сумрак"                | Дејвид Плат        | Синопсис: Џери Конвеј Сценарио: Вилијам Н. Фордс и Џери Конвеј              | 26. јануар 2000.     | K2517     | 18.12                       |
| 217          | 12           | "Мајчино млеко"         | Ричард Добс        | Лин Мејмет и Бери Шајндел                                                   | 9. фебруар 2000.     | K2518     | 18.38                       |
| 218          | 13           | "Пометња"               | Константин Макрис  | Синопсис: Вилијам Х. Фордс и Лин Мејмет Сценарио: Кети Мекормик и Мет Витен | 16. фебруар 2000.    | K2512     | 17.92                       |
| 219          | 14           | "Право"                 | Ед Шерин           | Синопсис: Ричард Сверен Сцанрио: Дик Волф, Рене Балкер и Роберт Палм        | 18. фебруар 2000.    | K2514     | 18.92                       |
| 220          | 15           | "Љубавно лудило"        | Кристофер Мисијано | Кети Мекормик и Лини Е. Лит                                                 | 23. фебруар 2000.    | K2519     | 15.11                       |
| 221          | 16           | "Размена"               | Џејс Александер    | Синопсис: Бери Шајндел Сценарио: Рене Балкер и Бери Шајндел                 | 1. март 2000.        | K2520     | TBA                         |
| 222          | 17           | "Црнци, белци и плавци" | Константин Макрис  | Синопсис: Лини Е. Лит и Мет Витен Сценарио: Ричард Сверен и Лини Е. Лит     | 22. март 2000.       | K2525     | 18.67                       |
| 223          | 18           | "Мега"                  | Дејвид Плат        | Лин Мејмет                                                                  | 5. април 2000.       | K2523     | 17.99                       |
| 224          | 19           | "Предаја Дороти"        | Марта Мичел        | Бери Шајндел и Мет Витен                                                    | 26. април 2000.      | K2528     | 18.46                       |
| 225          | 20           | "Без наслова"           | Џејс Александер    | Синопсис: Бери М. Шолник Сценарио: Ричард Сверен и Бери М. Шолник           | 3. мај 2000.         | K2526     | 16.42                       |
| 226          | 21           | "Наркоза"               | Константни Макрис  | Кети Мекормик и Лини Е. Лит                                                 | 10. мај 2000.        | K2524     | 18.64                       |
| 227          | 22           | "Високо и ниско"        | Ричард Добс        | Синопсис: Џери Конвеј Сценарио: Вилијам Н. Фордс и Џери Конвеј              | 17. мај 2000.        | K2522     | 17.49                       |
| 228          | 23           | "Леш"                   | Џејс Александер    | Синопсис: Хал Пауел и Рене Балкер Сценарио: Рене Балкер                     | 24. мај 2000.        | K2515     | 15.12                       |
| 229          | 24           | "Иди с' богом"          | Кристофер Мисијано | Рене Балкер и Ричард Сверен                                                 | 24. мај 2000.        | K2527     | 19.48                       |

### 11. сезона (2000−01)
- Дајен Вист се придружила главној постави на почетку сезоне. Енџи Хармон (Еби Кармајкл) је напустила серију након ове сезоне.
- Ово је прва сезона која није почела у септембру.

| Бр. у серији | Бр. у сезони | Назив                        | Редитељ            | Сценариста                                                    | Пpемијерно емитовање | Пpод. код | Гледаност у САД (милиони) |
| ------------ | ------------ | ---------------------------- | ------------------ | ------------------------------------------------------------- | -------------------- | --------- | ------------------------- |
| 230          | 1            | "Издржљивост"                | Константин Макрис  | Мет Витен                                                     | 18. октобар 2000.    | E1304     | 17.80                     |
| 231          | 2            | "Пут правде"                 | Ричард Добс        | Бери Шајндел                                                  | 25. октобар 2000.    | E1303     | 16.70                     |
| 232          | 3            | "Раскорак"                   | Луис Х. Гулд       | Венди Бетлс                                                   | 1. новембар 2000.    | E1307     | 17.60                     |
| 233          | 4            | "Одмеравање снаге"           | Џејс Александер    | П. К. Тод                                                     | 8. новембар 2000.    | E1308     | 19.00                     |
| 234          | 5            | "Повратак"                   | Стивен Вертимер    | Арон Зелман                                                   | 15. новембар 2000.   | E1309     | 18.70                     |
| 235          | 6            | "Гори, бебо, гори"           | Дејвид Плат        | Ричард Сверен                                                 | 22. новембар 2000.   | E1306     | 18.30                     |
| 236          | 7            | "Одмазда"                    | Метју Пен          | Вилијам Н. Фордс                                              | 29. новембар 2000.   | E1302     | 19.40                     |
| 237          | 8            | "Танак лед"                  | Џејс Александер    | Синопсис: Бери Шајндел и Мет Витен Сценарио: Бернард Голдберг | 20. децембар 2000.   | E1310     | 18.20                     |
| 238          | 9            | "Охоли"                      | Константин Макрис  | Кети Мекормик и Венди Бетлс                                   | 10. јануар 2001.     | E1311     | 20.30                     |
| 239          | 10           | "Дакле, чији је то мајмун?"  | Кристофер Мисијано | Вилијам М. Финклштајн                                         | 17. јануар 2001.     | E1318     | 18.20                     |
| 240          | 11           | "Недељом у парку са Хорхеом" | Џејмс Квин         | Вилијам М. Финклштајн                                         | 24. јануар 2001.     | E1301     | 18.50                     |
| 241          | 12           | "Омладинска пустара"         | Константин Макрис  | Бери Шајндел и Арон Зелман                                    | 7. фебруар 2001.     | E1315     | 19.30                     |
| 242          | 13           | "Страх"                      | Дејвид Плат        | Кети Мекормик, Лин Мејмет и Венди Бетлс                       | 14. фебруар 2001.    | E1313     | 20.10                     |
| 243          | 14           | "Година губитака"            | Џејс Александер    | Бери Шајндел и Венти Бетлс                                    | 21. фебруар 2001.    | E1322     | 18.20                     |
| 244          | 15           | "Рејтинг"                    | Џејмс Квин         | Вилијам М. Финклштајн                                         | 28. фебруар 2001.    | E1319     | 18.90                     |
| 245          | 16           | "Забава у Бронксу"           | Ричард Добс        | Синопсис: Ричард Сверен Сценарио: Ричард Сверен и Венди Бетлс | 14. март 2001.       | E1316     | 18.70                     |
| 246          | 17           | "Сујета"                     | Џејмс Квин         | Вилијам Н. Фордс и Венди Бетлс                                | 21. март 2001.       | E1324     | 18.10                     |
| 247          | 18           | "Бела лаж"                   | Дон Скардино       | Ричард Сверен и Арон Зелман                                   | 4. април 2001.       | E1312     | 17.96                     |
| 248          | 19           | "Трзај"                      | Ричард Добс        | Мет Витен и Арон Зелман                                       | 18. април 2001.      | E1323     | 16.30                     |
| 249          | 20           | "Сва моја деца"              | Дејвид Плат        | Бери Шајндел и Ноа Бејлин                                     | 2. мај 2001.         | E1326     | 19.70                     |
| 250          | 21           | "Братовљев старатељ"         | Константни Макрис  | Рене Балкер и Џо Генон                                        | 9. мај 2001.         | E1325     | 18.80                     |
| 251          | 22           | "Бежање из школе"            | Ричард Добс        | Синопсис: Бери Шајндел и Ерик Овермајер Сценарио: Дик Волф    | 16. мај 2001.        | E1329     | 21.50                     |
| 252          | 23           | "Страшни судија"             | Дејвид Плат        | Ричард Сверен и Арон Зелман                                   | 23. мај 2001.        | E1327     | 17.00                     |
| 253          | 24           | "Тајно гласање"              | Џејс Александер    | Вилијам Н. Фордс и Мет Витен                                  | 23. мај 2001.        | E1331     | 20.00                     |

### 12. сезона (2001−02)
- Елизабет Ром се придружила главној постави као Серена Садерлин (лик је добио име по ћерки Дика Волфа). Дајен Вист (Нора Луин) је напустила серију на крају сезоне.
- После напада 11.9. су уводне речи Стивена Зиркинтона промењене у првих неколико епизода како би се чула посвета: Дана 1.. септембра 2001. године, град Њујорк је свирепо и злочиначки нападнут. Иако ништа не може да ублажи бол тог дана, продукција серије Ред и закон посветила је ову сезону жртвама и њиховим породицама и ватрогасцима и полицији који нас подсећају својим животима и храброшћу шта заиста значи бити Американац.
- Порука се чула и у серијама Ред и закон: Одељење за специјалне жртве и Ред и закон: Злочиначке намере чији су почеци емитовања измењени да дају помен догађајима, а Злочиначке намере су постале други огранак серије.

| Бр. у серији | Бр. у сезони | Назив                              | Редитељ           | Сценариста                                                    | Пpемијерно емитовање | Пpод. код | Гледаност у САД (милиони) |
| ------------ | ------------ | ---------------------------------- | ----------------- | ------------------------------------------------------------- | -------------------- | --------- | ------------------------- |
| 254          | 1            | "Ко је пустио псе напоље?"         | Дон Скардино      | Кети Мекормик и Даглас Старк                                  | 26. септембар 2001.  | E2208     | 20.70                     |
| 255          | 2            | "Оружане снаге"                    | Марта Мичел       | Ричард Сверен и Шон Јаблонски                                 | 3. октобар 2001.     | E2210     | 22.50                     |
| 256          | 3            | "Због љубави или новца"            | Константин Макрис | Венди Бетлс и Шон Јаблонски                                   | 10. октобар 2001.    | E2207     | 22.10                     |
| 257          | 4            | "Најамник"                         | Ричард Добс       | Бери Шајндел                                                  | 24. октобар 2001.    | E2206     | 21.40                     |
| 258          | 5            | "Посед"                            | Џејмс Квин        | Роберт Палм                                                   | 31. октобар 2001.    | E2202     | 18.10                     |
| 259          | 6            | "Некада славан"                    | Ричард Добс       | Венди Бетлс и Марк Гугенхајм                                  | 7. новембар 2001.    | E2201     | 19.00                     |
| 260          | 7            | "Мит о отисцима прстију"           | Дејвид Плат       | Синопсис: Тери Коп и Арон Зелман Сценарио: Ерик Овермајер     | 14. новембар 2001.   | E2209     | 20.40                     |
| 261          | 8            | "А сада пожар"                     | Дејвид Плат       | Дејвид Блек                                                   | 21. новембар 2001.   | E2205     | 17.80                     |
| 262          | 9            | "3 Договске ноћи"                  | Стивен Вертимер   | Синопсис: Ричард Сверен Сценарио: Ричард Сверен и Арон Зелман | 28. новембар 2001.   | E2203     | 20.20                     |
| 263          | 10           | "Предрасуда"                       | Ед Шерин          | Џил Голдсмит                                                  | 12. децембар 2001.   | E2213     | 19.40                     |
| 264          | 11           | "Служба"                           | Метју Пен         | Ричард Сверен                                                 | 9. јануар 2002.      | E2214     | 20.00                     |
| 265          | 12           | "На тајном задатку"                | Џејс Александер   | Венди Бетлс и Ноа Бејлин                                      | 16. јануар 2002.     | E2220     | 21.20                     |
| 266          | 13           | "ДП 1-102"                         | Ричард Добс       | Марк Гугенхајм и Арон Зелман                                  | 30. јануар 2002.     | E2216     | 20.60                     |
| 267          | 14           | "Нестала"                          | Дејвид Плат       | Синопсис: Ерик Овермајер и Мет Витен Сценарио: Бери Шајндел   | 6. фебруар 2002.     | E2212     | 18.90                     |
| 268          | 15           | "Приступите народу"                | Константин Макрис | Шон Јаблонски и Тери Коп                                      | 27. фебруар 2002.    | E2215     | 17.90                     |
| 269          | 16           | "Ново рођење"                      | Џејс Александер   | Синопсис: Ричард Сверен и Мет Витен Сценарио: Џил Голдсмит    | 6. март 2002.        | E2204     | 20.10                     |
| 270          | 17           | "Највероватније је девојка"        | Стив Шил          | Лин Мејмет                                                    | 27. март 2002.       | E2227     | 19.30                     |
| 271          | 18           | "Једнака права"                    | Џејмс Квин        | Тери Коп                                                      | 3. април 2002.       | E2221     | 18.90                     |
| 272          | 19           | "Месар"                            | Константин Макрис | Роб Рајт                                                      | 10. април 2002.      | E2218     | 19.50                     |
| 273          | 20           | "Заслепљени"                       | Луис Х. Гулд      | Ерик Овермајер и Мет Витен                                    | 24. април 2002.      | E2224     | 19.10                     |
| 274          | 21           | "Непоштена игра"                   | Ричард Добс       | Ричард Сверен и Стјуарт Фелдмен                               | 1. мај 2002.         | E2222     | 19.30                     |
| 275          | 22           | "Заступничко-страначка повластица" | Метју Пен         | Џил Голдсмит                                                  | 8. мај 2002.         | E2225     | 19.80                     |
| 276          | 23           | "Непримерена комбинација"          | Константин Макрис | Мајкл Хоберт                                                  | 15. мај 2002.        | E2217     | 18.30                     |
| 277          | 24           | "Родољуб"                          | Дејвид Плат       | Вилијам Н. Фордс и Шон Јаблонски                              | 22. мај 2002.        | E2226     | 19.50                     |

### 13. сезона (2002−03)
- Фред Далтон Томпсон је заменио Дајeн Вист на почетку ове сезоне.
- Епизода "Одсуство" је прва епизода у серији која има више од једног редитеља.
- Дана 6. новембра 2002. године емитована је 282. епизода "Прстен" чиме је серија Ред и закон претекла изворну серију Хаваји Пет-Нула по броју епизода драмске крими серије ударног термина која је тај рекорд држала 22 године.

| Бр. у серији | Бр. у сезони | Назив                         | Редитељ                     | Сценариста                                     | Пpемијерно емитовање | Пpод. код | Гледаност у САД (милиони) |
| ------------ | ------------ | ----------------------------- | --------------------------- | ---------------------------------------------- | -------------------- | --------- | ------------------------- |
| 278          | 1            | "Амерички џихад"              | Константин Макрис           | Арон Зелман и Марк Гугенхајм                   | 2. октобар 2002.     | E3304     | 19.10                     |
| 279          | 2            | "Шангри-Ла"                   | Константин Макрис           | Мајкл С. Чернучин                              | 9. октобар 2002.     | E3301     | 20.20                     |
| 280          | 3            | "Истинити злочин"             | Марта Мичал                 | Венди Бетлс и Ноа Бејлин                       | 16. октобар 2002.    | E3305     | 19.30                     |
| 281          | 4            | "Трагедија у житу"            | Дејвид Плат                 | Вилијам Н. Фордс                               | 30. октобар 2002.    | E3303     | 20.20                     |
| 282          | 5            | "Прстен"                      | Ричард Добс                 | Мајкл С. Чернучин                              | 6. новембар 2002.    | E3309     | 18.40                     |
| 283          | 6            | "Плаћеник"                    | Ричард Добс                 | Ерик Овермајер                                 | 13. новембар 2002.   | E3302     | 19.00                     |
| 284          | 7            | "Сезона убистава је отворена" | Метју Пен                   | Ричард Сверен                                  | 20. новембар 2002.   | E3306     | 18.00                     |
| 285          | 8            | "Звезда"                      | Стив Шил                    | Тери Коп                                       | 27. новембар 2002.   | E3308     | 15.80                     |
| 286          | 9            | "Точак"                       | Ричард Добс                 | Џил Голдсмит                                   | 11. децембар 2002.   | E3307     | 19.60                     |
| 287          | 10           | "Материце"                    | Џејс Александер             | Џенис Дајмонд                                  | 8. јануар 2003.      | E3311     | 19.60                     |
| 288          | 11           | "Одабрани"                    | Ед Шерин                    | Мајкл С. Чернучин                              | 15. јануар 2003.     | E3310     | 19.00                     |
| 289          | 12           | "Под Богом"                   | Глорија Муцио               | Марк Гугенхајм и Ноа Бејлин                    | 5. фебруар 2003.     | E3313     | 18.30                     |
| 290          | 13           | "У одсуству"                  | Марта Мичел и Дарнел Мартин | Ерик Овермајер                                 | 12. фебруар 2003.    | E3314     | 18.40                     |
| 291          | 14           | "Под несрећном звездом"       | Дејвид Плат                 | Ричард Сверен                                  | 19. фебруар 2003.    | E3315     | 19.80                     |
| 292          | 15           | "Кучка"                       | Константин Макрис           | Мајкл С. Чернучин и Роз Винмен                 | 26. фебруар 2003.    | E3320     | 15.62                     |
| 293          | 16           | "Означено као самоубиство"    | Метју Пен                   | Арон Зелман                                    | 26. март 2003.       | E3312     | 16.48                     |
| 294          | 17           | "Геније"                      | Џејс Александер             | Вилијам Н. Фордс                               | 2. април 2003.       | E3318     | 15.50                     |
| 295          | 18           | "На пучини"                   | Глорија Муцио               | Венди Бетлс                                    | 17. април 2003.      | E3319     | 15.50                     |
| 296          | 19           | "Видовњак"                    | Џејмс Квин                  | Џил Голдсмит                                   | 23. април 2003.      | E3316     | 18.10                     |
| 297          | 20           | "Дете за услугу"              | Дејвид Плат                 | Ерик Овермајер и Роз Винмен                    | 30. април 2003.      | E3325     | 18.10                     |
| 298          | 21           | "Кућне посете"                | Џејс Александер             | Џенис Дајмонд                                  | 7. мај 2003.         | E3323     | 17.50                     |
| 299          | 22           | "Заштићен"                    | Ричард Добс                 | Тери Коп                                       | 14. мај 2003.        | E3324     | 18.30                     |
| 300          | 23           | "Парови"                      | Дејвид Плат                 | Лоренцо Каркатера                              | 21. мај 2003.        | E3317     | 16.00                     |
| 301          | 24           | "Дим"                         | Константин Макрис           | Синопсис: Мајкл С. Чернучин Сцанерио: Дик Волф | 21. мај 2003.        | E3322     | 19.00                     |

### 14. сезона (2003−04)
- Ово је друга сезона у којој се главна постава из претходне сезоне није мењала.
- Џери Орбак (Лени Бриско) напустио је серију на крају сезоне. Лик Ленија Бриска је отишао у пензију и премештен у трећи огранак Ред и закон: Суђење пред поротом који је почео наредне сезоне.

| Бр. у серији | Бр. у сезони | Назив                     | Редитељ           | Сценариста                                                                | Пpемијерно емитовање | Пpод. код | Гледаност у САД (милиони) |
| ------------ | ------------ | ------------------------- | ----------------- | ------------------------------------------------------------------------- | -------------------- | --------- | ------------------------- |
| 302          | 1            | "Тела"                    | Константин Макрис | Синопсис: Вилијам Х. Фордс Сценарио: Вилијам Н. Фордс и Мајкл С. Чернучин | 24. септембар 2003.  | E4302     | 20.90                     |
| 303          | 2            | "Награда"                 | Метју Пен         | Мајкл С. Чернучин                                                         | 1. октобар 2003.     | E4304     | 17.50                     |
| 304          | 3            | "Нулти болесник"          | Дејвид Плат       | Венди Бетлс                                                               | 8. октобар 2003.     | E4301     | 16.50                     |
| 305          | 4            | "Психијатар"              | Џејс Александер   | Ричард Сверен                                                             | 22. октобар 2003.    | E4305     | 16.60                     |
| 306          | 5            | "Пламен"                  | Глорија Муцио     | Марк Гугенхајм, Арон Зелман и Мајкл С. Чернучин                           | 29. октобар 2003.    | E4309     | 16.20                     |
| 307          | 6            | "Лик"                     | Џејс Александер   | Џенис Дајмонд                                                             | 5. новембар 2003.    | E4311     | 16.40                     |
| 308          | 7            | "Тело у реци"             | Ричард Добс       | Ерик Овермајер                                                            | 12. новембар 2003.   | E4307     | 18.90                     |
| 309          | 8            | "Уграђен"                 | Ед Шерин          | Крег Турк                                                                 | 19. новембар 2003.   | E4303     | 17.50                     |
| 310          | 9            | "Саосећање"               | Константин Макрис | Роз Винмен                                                                | 26. новембар 2003.   | E4308     | 14.70                     |
| 311          | 10           | "Лоше зачеће"             | Дејвид Плат       | Арон Зелман, Ноа Бејлин и Мајкл С. Чернучин                               | 3. децембар 2003.    | E4306     | 16.60                     |
| 312          | 11           | "Дарвинисти"              | Џејк Александер   | Марк Гугенхајм                                                            | 7. јануар 2004.      | E4313     | 18.00                     |
| 313          | 12           | "Наплата"                 | Констаитин Макрис | Лоренцо Каркатера                                                         | 14. јануар 2004.     | E4310     | 17.20                     |
| 314          | 13           | "Брачне воде"             | Ричард Добс       | Венди Бетлс и Вилијам Н. Фордс                                            | 4. фебруар 2004.     | E4315     | 17.30                     |
| 315          | 14           | "Скупштина"               | Глорија Муцио     | Ричард Сверен и Марк Гугенхајм                                            | 11. фебруар 2004.    | E4318     | 17.00                     |
| 316          | 15           | "Дан бивших војника"      | Дејвид Плат       | Ноа Бејлин                                                                | 18. фебруар 2004.    | E4314     | 18.00                     |
| 317          | 16           | "Могу ли добити сведока?" | Дон Скадрино      | Арон Зелман                                                               | 25. фебруар 2004.    | E4320     | 16.73                     |
| 318          | 17           | "Одрешене руке"           | Глорија Муцио     | Џенис Дајмонд                                                             | 3. март 2004.        | E4316     | 14.60                     |
| 319          | 18           | "Зле расе"                | Константин Макрис | Синопсис: Ноа Бејлин Сценарио: Бери Шајндел и Ноа Бејлин                  | 24. март 2004.       | E4326     | 15.00                     |
| 320          | 19           | "Невидљиви човек"         | Марта Мичел       | Вилијам Н. Фордс                                                          | 31. март 2004.       | E4324     | 17.90                     |
| 321          | 20           | "Сви воле Код Рејмонда"   | Ричард Добс       | Синопсис: Лоренцо Каркатера Сценарио: Ричард Добс и Лоренцо Каркатера     | 14. април 2004.      | E4327     | 16.20                     |
| 322          | 21           | "Бреме прошлости"         | Дејвид Пллат      | Синопсис: Дајмонд Хамонд Сценарио: Мајкл С. Чернучин и Дејвид Хамонд      | 21. април 2004.      | E4317     | 17.20                     |
| 323          | 22           | "Странац"                 | Џејс Александер   | Венди Бетлс                                                               | 28. април 2004.      | E4325     | 17.20                     |
| 324          | 23           | "Купац кавијара"          | Ричард Добс       | Роз Винмен                                                                | 12. мај 2004.        | E3317     | 15.90                     |
| 325          | 24           | "У. С."                   | Метју Пен         | Ричард Добс и Марк Гугенхајм                                              | 19. мај 2004.        | E4319     | 19.50                     |

### 15. сезона (2004−05)
- Денис Ферина се придружио главној постави као Џо Фонтана на почетку ове сезоне.
- Елизабет Ром (Серена Садерлин) напустила је серију половином сезоне у епизоди "Није то љубав", а заменила ју је Ени Перис као Александра Борџија у епизоди "Знање".
- Мајкл Империоли је мењао Џесија Л. Мартина у последње четири епизоде сезоне као Ник Фалко док је Мартин снимао филм Рент.
- Трећи огранак Ред и закон: Суђење пред поротом емитован је током ове сезоне. У њему је Џери Орбак поново тумачио Ленија Бриска до своје смрти 2004. године.
- Ово је последња сезона која има 24 епизоде.

| Бр. у серији | Бр. у сезони | Назив                     | Редитељ           | Сценариста                                                                               | Пpемијерно емитовање | Пpод. код | Гледаност у САД-у (милиони) |
| ------------ | ------------ | ------------------------- | ----------------- | ---------------------------------------------------------------------------------------- | -------------------- | --------- | --------------------------- |
| 326          | 1            | "Пример"                  | Метју Пен         | Синопсис: Ричард Сверен Сценарио: Дик Волф                                               | 22. септембар 2004.  | 15001     | 18.86                       |
| 327          | 2            | "Удружење жена погинулих" | Дејвид Плат       | Ник Сантора                                                                              | 22. септембар 2004.  | 15007     | 15.39                       |
| 328          | 3            | "Братство"                | Џин де Сегонзек   | Синопсис: Алфредо Бароа мл. Сценарио: Венди Бетлс и Алфредо Бароа мл.                    | 29. септембар 2004.  | 15004     | 12.94                       |
| 329          | 4            | "Суноврат"                | Ричард Добс       | Дејви Холмс                                                                              | 6. октобар 2004.     | 15008     | 12.51                       |
| 330          | 5            | "Игра оружјем"            | Константин Макрис | Вилијам Н. Фордс и Луис Џонсон                                                           | 20. октобар 2004.    | 15006     | 13.07                       |
| 331          | 6            | "Рез"                     | Ричард Добс       | Венди Бетлс                                                                              | 27. октобар 2004.    | 15002     | 13.23                       |
| 332          | 7            | "Гувернерова љубав"       | Мајкл Пресмен     | Ричард Сверен и Рос Бергер                                                               | 10. новембар 2004.   | 15013     | 15.15                       |
| 333          | 8            | "Завијање вука"           | Дон Скардино      | Ник Сантора и Лоренцо Каркатера                                                          | 17. новембар 2004.   | 15012     | 13.80                       |
| 334          | 9            | "Све је у породици"       | Џејс Александер   | Вилијам Н. Фордс                                                                         | 24. новембар 2004.   | 15003     | 12.62                       |
| 335          | 10           | "Непријатељ"              | Ричард Добс       | Алфредо Бароа мл.                                                                        | 1. децембар 2004.    | 15014     | 14.71                       |
| 336          | 11           | "Намештаљка"              | Ед Шерин          | Роз Винмен и Ерик Овермајер                                                              | 8. децембар 2004.    | 15011     | 15.69                       |
| 337          | 12           | "Богатство"               | Џејс Александер   | Вилијам Н. Фордс и Даглас Старк                                                          | 5. јануар 2005.      | 15016     | 14.28                       |
| 338          | 13           | "Није то љубав"           | Парис Беркли      | Ричард Сверен и Луис Џонсон                                                              | 12. јануар 2005.     | 15015     | 14.69                       |
| 339          | 14           | "Знање"                   | Метју Пен         | Ник Сантора                                                                              | 19. јануар 2005.     | 15018     | 15.12                       |
| 340          | 15           | "Опседнутост"             | Константин Макрис | Венди Бетлс и Алфредо Бароа мл.                                                          | 9. фебруар 2005.     | 15019     | 13.16                       |
| 341          | 16           | "Шести играч"             | Дејвид Плат       | Синопсис: Луис Џонсон Сценарио: Луис Џонсон и Ричард Сверен                              | 16. фебруар 2005.    | 15021     | 13.73                       |
| 342          | 17           | "Дозвола за убиство"      | Константин Макрис | Ричард Сверен и Стјуарт Фелдмен                                                          | 23. фебруар 2005.    | 15022     | 14.54                       |
| 343          | 18           | "Кулинарска емисија"      | Џин де Сегонзек   | Дејви Холмс                                                                              | 2. март 2005.        | 15017     | 14.66                       |
| 344          | 19           | "Секте"                   | Ричард Добс       | Френк Пуљезе                                                                             | 30. март 2005.       | 15024     | 13.49                       |
| 345          | 20           | "Споменик"                | Ерик Столц        | Рик Ид                                                                                   | 13. април 2005.      | 15025     | 16.85                       |
| 346          | 21           | "Објавити и погинути"     | Константин Макрис | Том Шенђорђи                                                                             | 20. април 2005.      | 15028     | 14.33                       |
| 347          | 22           | "Краљевски спорт"         | Мајкл Пресмен     | Синопсис: Ричард Сверен и Венди Бетлс Сценарио: Ричард Сверен, Ник Сантора и Венди Бетлс | 4. мај 2005.         | 15023     | 11.70                       |
| 348          | 23           | "У Бога верујемо"         | Дејвид Плат       | Ричард Добс                                                                              | 11. мај 2005.        | 15026     | 12.22                       |
| 349          | 24           | "Локомотива"              | Метју Пен         | Синопсис: Ерик Овермајер Сценарио: Роз Винмен                                            | 18. мај 2005.        | 15029     | 12.41                       |

### 16. сезона (2005−06)
- Ени Перис је ово једина пуна сезона у којој је тумачила ПОТ Александру Борџију. Главној постави се придружила у 14. епизоди претходне сезоне. У последњој епизоди сезоне "Провалници", Александра Борџија је свирепо убијена јер је Ени Перис хтела раскид уговора због чега је напустила серију.
- Перисова и Денис Ферина (Џо Фонтана) напустили су серију на крају сезоне.
- Мајкл Империоли је поново тумачио улогу Ника Фалка у епизоди "Нишан".
- Серија Ред и закон: Суђење пред поротом је отказана после једне сезоне јер је смрт Џерија Орбака јако утицала на серију.

| Бр. у серији | Бр. у сезони | Назив                 | Редитељ           | Сценариста                           | Пpемијерно емитовање | Пpод. код | Гледаност у САД-у (милиони) |
| ------------ | ------------ | --------------------- | ----------------- | ------------------------------------ | -------------------- | --------- | --------------------------- |
| 350          | 1            | "Црвена лопта"        | Метју Пен         | Дејвид Вилкокс                       | 21. септембар 2005.  | 16001     | 13.03                       |
| 351          | 2            | "Мана"                | Џин де Сегонзек   | Крис Левинсон                        | 28. септембар 2005.  | 16002     | 15.06                       |
| 352          | 3            | "Духови"              | Константин Макрис | Рик Ид                               | 5. октобар 2005.     | 16003     | 12.59                       |
| 353          | 4            | "Доба невиности"      | Дејвид Плат       | Дејви Холмс                          | 12. октобар 2005.    | 16005     | 10.92                       |
| 354          | 5            | "Животна црта"        | Розмери Родигез   | Грег Плеџмен                         | 19. октобар 2005.    | 16006     | 12.33                       |
| 355          | 6            | "Право првородства"   | Константин Макрис | Дејвид Слек                          | 2. новембар 2005.    | 16007     | 12.57                       |
| 356          | 7            | "Кула од карата"      | Мајкл Пресмен     | Венди Бетлс                          | 9. новембар 2005.    | 16008     | 10.86                       |
| 357          | 8            | "Минут Њујорка"       | Дон Скардино      | Николас Вутон                        | 16. новембар 2005.   | 16009     | 11.44                       |
| 358          | 9            | "Злочиначки закон"    | Ед Шерин          | Дејвид Вилкокс                       | 23. новембар 2005.   | 16010     | 11.93                       |
| 359          | 10           | "Киселина"            | Мајкл Пресмен     | Ричард Сверен                        | 30. новембар 2005.   | 16011     | 12.87                       |
| 360          | 11           | "Прича из Библије"    | Рик Валас         | Ричард Сверен                        | 7. децембар 2005.    | 16004     | 12.13                       |
| 361          | 12           | "Породични пријатељ"  | Џин де Сегонзек   | Филип Браунинг                       | 11. јануар 2006.     | 16012     | 12.83                       |
| 362          | 13           | "Срце таме"           | Ричард Добс       | Картер Харис                         | 18. јануар 2006.     | 16013     | 12.38                       |
| 363          | 14           | "Магнет"              | Адам Бернштајн    | Дејвид Блек                          | 8. фебруар 2006.     | 16014     | 14.53                       |
| 364          | 15           | "Избор зла"           | Мајкл Пресмен     | Дејвид Вилкокс                       | 1. март 2006.        | 16016     | 12.39                       |
| 365          | 16           | "Вредност новца"      | Мајкл Воткинс     | Синопсис: Том Сматс Сценарио: Рик Ид | 8. март 2006.        | 16015     | 11.79                       |
| 366          | 17           | "Америка Д.О.О."      | Џин де Сегонзек   | Ричард Сверен                        | 22. март 2006.       | 16017     | 9.00                        |
| 367          | 18           | "Мисли спроводе дело" | Тони Голдвин      | Мајкл С. Чернучин                    | 29. март 2006.       | 16019     | 9.35                        |
| 368          | 19           | "Позитивни"           | Ричард Добс       | Сони Постиљоне                       | 5. април 2006.       | 16020     | 10.84                       |
| 369          | 20           | "Утицајна особа"      | Дон Скардино      | Дејвид Слек                          | 3. мај 2006.         | 16018     | 10.66                       |
| 370          | 21           | "Нишан"               | Џин де Сегонзек   | Крис Левинсон                        | 10. мај 2006.        | 16021     | 12.68                       |
| 371          | 22           | "Провалници"          | Метју Пен         | Ричард Сверен и Дејвид Вилкокс       | 17. мај 2006.        | 16022     | 13.59                       |

### 17. сезона (2006−07)
- Алана де ла Гарза (Кони Рубироза) и Милена Говић (Нина Кесиди) придружиле су се главној постави.
- Фред Далтон Томпсон (Артур Бренч) и Милена Говић напустили су серију на крају сезоне. Томпсон је напустио серију како би се посветио својој предстојећој председничкој кампањи за 2008. годину. У наредној сезони, Вотерстонов лик (Мекој) наследио је Бренча на месту окружног тужиоца. Говићеву је заменио Џереми Систо (који је играо заступника Гловера у последњој епизоди "Породични час") који се придружио главној постави као Сајрус Лупо наредне сезоне.

| Бр. у серији | Бр. у сезони | Назив                   | Редитељ           | Сценариста                                                        | Пpемијерно емитовање | Пpод. код | Гледаност у САД-у (милиони) |
| ------------ | ------------ | ----------------------- | ----------------- | ----------------------------------------------------------------- | -------------------- | --------- | --------------------------- |
| 372          | 1            | "Слава"                 | Џин де Сегонзек   | Николас Вутон                                                     | 22. септембар 2006.  | 17001     | 11.07                       |
| 373          | 2            | "Аватар"                | Винсент Мисијано  | Дејвид Слек                                                       | 29. септембар 2006.  | 17002     | 10.03                       |
| 374          | 3            | "Доме слатки"           | Ричард Добс       | Мајкл С. Чернучин                                                 | 6. октобар 2006.     | 17003     | 9.64                        |
| 375          | 4            | "Страшна Америка"       | Константин Макрис | Сони Постиљоне и Роберт Нејтан                                    | 13. октобар 2006.    | 17004     | 9.43                        |
| 376          | 5            | "Јавни сервис убистава" | Константин Макрис | Крис Левинсон                                                     | 20. октобар 2006.    | 17005     | 10.20                       |
| 377          | 6            | "Профитер"              | Артур В. Форни    | Дејвид Вилкокс                                                    | 27. октобар 2006.    | 17007     | 9.02                        |
| 378          | 7            | "У вину је истина"      | Тим Хантер        | Дејвид Вилкокс                                                    | 3. новембар 2006.    | 17006     | 10.87                       |
| 379          | 8            | "Опуштање"              | Мајкл Пресмен     | Рик Ид и Николас Вутон                                            | 10. новембар 2006.   | 17008     | 9.57                        |
| 380          | 9            | "Застој"                | Алекс Чепл        | Дејвид Слек                                                       | 17. новембар 2006.   | 17009     | 9.94                        |
| 381          | 10           | "Како успети"           | Џон Штајн Шимк    | Рик Ид и Ричард Сверен                                            | 8. децембар 2006.    | 17010     | 10.23                       |
| 382          | 11           | "Остаци дана"           | Константин Макрис | Синопсис: Дејвид Вилкокс и Шаја Рибовски Сценарио: Дејвид Вилкокс | 5. јануар 2007.      | 17011     | 9.77                        |
| 383          | 12           | "Милосрдни случај"      | Мајкл Пресмен     | Николас Вутон                                                     | 12. јануар 2007.     | 17012     | 9.02                        |
| 384          | 13           | "Тема разговора"        | Метју Пен         | Мајкл С. Чернучин                                                 | 2. фебруар 2007.     | 17013     | 9.53                        |
| 385          | 14           | "Црква"                 | Константин Макрис | Рик Ид                                                            | 9. фебруар 2007.     | 17014     | 9.63                        |
| 386          | 15           | "Тачка кључања"         | Мајкл Пресмен     | Дејвид Вилкокс                                                    | 16. фебруар 2007.    | 17015     | 9.01                        |
| 387          | 16           | "Књига о убиставу"      | Константин Макрис | Дејвид Вилкокс                                                    | 23. фебруар 2007.    | 17016     | 8.67                        |
| 388          | 17           | "Исправна вера"         | Сем Вајсмен       | Дејвид Слек                                                       | 30. март 2007.       | 17017     | 7.47                        |
| 389          | 18           | "Накит"                 | Карне Гавиола     | Метју Мекгу                                                       | 6. април 2007.       | 17018     | 8.22                        |
| 390          | 19           | "Нежељене последице"    | Константин Макрис | Сони Постиљоне                                                    | 27. април 2007.      | 17019     | 7.52                        |
| 391          | 20           | "Заробљеник"            | Мајкл Воткинс     | Ричард Сверен                                                     | 4. мај 2007.         | 17020     | 8.88                        |
| 392          | 21           | "Овамо"                 | Константин Макрис | Вилијам Н. Фордс                                                  | 11. мај 2007.        | 17021     | 8.30                        |
| 393          | 22           | "Породични час"         | Метју Пен         | Ричард Сверен и Дејвид Слек                                       | 18. мај 2007.        | 17022     | 9.23                        |

### 18. сезона (2008)
- Џереми Систо (Сајрус Лупо) и Линус Роуч (Мајкл Катер) придружили су се главној постави.
- Џеси Л. Мартин (Ед Грин) на пустио је серију после епизоде "Спаљена легитимација", а заменио га је Ентони Андерсон (Кевин Бернард).
- Снимање осамнаесте сезоне прекинула је Обустава рада америчких сценариста 2007. када су извршни продуцент Рене Балкер и остатак остатак сценариста учествовали у обустави рада па је ова сезона због тога почела у јануару.

| Бр. у серији | Бр. у сезони | Назив                  | Редитељ           | Сценариста                                                      | Пpемијерно емитовање | Пpод. код | Гледаност у САД-у (милиони) |
| ------------ | ------------ | ---------------------- | ----------------- | --------------------------------------------------------------- | -------------------- | --------- | --------------------------- |
| 394          | 1            | "Дом зове"             | Ален Калтер       | Рене Балкер                                                     | 2. јануар 2008.      | 18001     | 13.45                       |
| 395          | 2            | "Тама"                 | Мајкл Динер       | Вилијам Н. Фордс и Дејвид Слек                                  | 2. јануар 2008.      | 18006     | 13.45                       |
| 396          | 3            | "Безакоње"             | Мајкл Воткинс     | Дејвид Вилкокс и Стефани Сенгупта                               | 9. јануар 2008.      | 18002     | 11.05                       |
| 397          | 4            | "Панталоне"            | Алекс Чепл        | Ед Зукерман                                                     | 16. јануар 2008.     | 18004     | 11.55                       |
| 398          | 5            | "Узрок"                | Алан Тејлор       | Ричард Сверен и Ђина Ђонфридо                                   | 23. јануар 2008.     | 18009     | 10.33                       |
| 399          | 6            | "Животиња политичка"   | Џин де Сегонзек   | Ед Зукерман и Дејвид Слек                                       | 30. јануар 2008.     | 18011     | 11.14                       |
| 400          | 7            | "Отказ потраживања"    | Џим Мекеј         | Вилијам Н. Фордс и Дејвид Блек                                  | 6. фебруар 2008.     | 18010     | 10.07                       |
| 401          | 8            | "Илегалка"             | Константин Макрис | Вилијам Н. Фордс и Дејвид Слек                                  | 13. фебруар 2008.    | 18003     | 10.24                       |
| 402          | 9            | "Крвник"               | Константин Макрис | Ричард Сверен и Ђина Ђонфридо                                   | 20. фебруар 2008.    | 18012     | 10.85                       |
| 403          | 10           | "Танго"                | Дин Вајт          | Стефани Сенгупта                                                | 27. фебруар 2008.    | 18013     | 11.45                       |
| 404          | 11           | "Издаја"               | Марк Левин        | Ричард Сверен и Ђина Ђонфридо                                   | 5. март 2008.        | 18005     | 9.68                        |
| 405          | 12           | "Потчињени"            | Константин Макрис | Ед Зукерман                                                     | 12. март 2008.       | 18007     | 11.68                       |
| 406          | 13           | "Анђелов гај"          | Дарнел Мартин     | Дејвид Вилкокс и Стефани Сенгупта                               | 19. март 2008.       | 18008     | 10.45                       |
| 407          | 14           | "Спаљена легитимација" | Марио Ван Пиблс   | Дејвид Вилкокс                                                  | 23. април 2008.      | 18014     | 12.63                       |
| 408          | 15           | "Бабарога"             | Тим Хантер        | Синопсис: Ричард Сверен Сценарио: Ричард Сверен и Ђина Ђонфридо | 30. април 2008.      | 18015     | 9.62                        |
| 409          | 16           | "Обустава рада"        | Марисол Торес     | Вилијам Н. Фордс и Дејвид Слек                                  | 7. мај 2008.         | 18016     | 8.76                        |
| 410          | 17           | "Непожељна особа"      | Џон Колс          | Стефани Сенгупта и Метју Мекгу                                  | 14. мај 2008.        | 18017     | 8.35                        |
| 411          | 18           | "Ескалибур"            | Џим Мекеј         | Рене Балкер и Ед Зукерман                                       | 21. мај 2008.        | 18018     | 8.45                        |

.

### 19. сезона (2008−09)
- Ово је четврта сезона у којој се главна постава из претходне сезоне није мењала и једина која је почела у новембру.
- Током ове сезоне почео је огранак Ред и закон: Велика Британија на британској телевизији  ITV1.

| Бр. у серији | Бр. у сезони | Назив                    | Редитељ           | Сценариста                                                       | Пpемијерно емитовање | Пpод. код | Гледаност у САД-у (милиони) |
| ------------ | ------------ | ------------------------ | ----------------- | ---------------------------------------------------------------- | -------------------- | --------- | --------------------------- |
| 412          | 1            | "Туча"                   | Константин Макрис | Ричард Сверен и Кристофер Амрбоз                                 | 5. новембар 2008.    | 19003     | 7.85                        |
| 413          | 2            | "Изазвани"               | Фред Бернер       | Рене Балкер и Ед Зукерман                                        | 12. новембар 2008.   | 19001     | 7.91                        |
| 414          | 3            | "Изгубљени дечаци"       | Крис Зала         | Ричард Сверен и Ђина Ђонфридо                                    | 19. новембар 2008.   | 19004     | 7.58                        |
| 415          | 4            | "Пад"                    | Мајкл Воткинс     | Стефани Сенгупта и Кит Иснер                                     | 26. новембар 2008.   | 19005     | 7.63                        |
| 416          | 5            | "Завршен посао"          | Константин Макрис | Синопсис: Вилијам Н. Фордс и Метју Мекгу Сценарио: Џонатан Ритлс | 3. децембар 2008.    | 19006     | 11.26                       |
| 417          | 6            | "Сладак"                 | Марио Ван Пиблс   | Ед Зукерман и Лук Шелхас                                         | 10. децембар 2008.   | 19007     | 7.46                        |
| 418          | 7            | "Нула"                   | Марисол Торес     | Ед Зукерман и Лук Шелхас                                         | 17. децембар 2008.   | 19002     | 6.95                        |
| 419          | 8            | "Покретна имовина"       | Џим Мекеј         | Вилијам Н. Фордс и Метју Мекгу                                   | 7. јануар 2009.      | 19009     | 10.11                       |
| 420          | 9            | "Кривоклетство"          | Дарнел Мартин     | Ричард Сверен и Кристофер Амброз                                 | 14. јануар 2009.     | 19010     | 8.20                        |
| 421          | 10           | "Обећање"                | Алекс Чепл        | Ричард Сверен и Ђина Ђонфридо                                    | 21. јануар 2009.     | 19008     | 8.49                        |
| 422          | 11           | "Срећни леш"             | Марк Левин        | Ед Зукерман и Метју Мекгу                                        | 28. јануар 2009.     | 19012     | 8.89                        |
| 423          | 12           | "Ванбрачни син"          | Џош Марстон       | Стефани Сенгупта и Кит Иснер                                     | 4. фебруар 2009.     | 19011     | 8.69                        |
| 424          | 13           | "Откривачи злочина"      | Алекс Чепл        | Ричард Сверен и Ђина Ђонфридо                                    | 11. фебруар 2009.    | 19013     | 7.52                        |
| 425          | 14           | "Занос"                  | Фред Бернер       | Ед Зукерман и Лук Шелхас                                         | 18. фебруар 2009.    | 19014     | 7.15                        |
| 426          | 15           | "Приход"                 | Џин де Сегонзек   | Ричард Сверен и Кристофер Амброз                                 | 11. март 2009.       | 19015     | 7.58                        |
| 427          | 16           | "Ослобођење"             | Џим Мекеј         | Вилијам Н. Фордс и Кит Иснер                                     | 18. март 2009.       | 19016     | 7.07                        |
| 428          | 17           | "Далеко је спас"         | Алекс Чепл        | Ед Зукерман и Метју Мекгу                                        | 25. март 2009.       | 19017     | 7.25                        |
| 429          | 18           | "Рекламирај ово"         | Мајкл Воткинс     | Ричард Сверен и Кристофер Амброз                                 | 29. април 2009.      | 19019     | 7.69                        |
| 430          | 19           | "Све ново"               | Роџер Јанг        | Вилијам Н. Фордс и Кит Иснер                                     | 6. мај 2009.         | 19020     | 8.14                        |
| 431          | 20           | "Замена"                 | Ернест Дикерсон   | Стефани Сенгупта                                                 | 13. мај 2009.        | 19018     | 7.82                        |
| 432          | 21           | "Клизај или умри"        | Ноберто Барба     | Ед Зукерман и Лук Шелхас                                         | 20. мај 2009.        | 19021     | 6.70                        |
| 433          | 22           | "Утопљеник или спашеник" | Фред Бернер       | Ричард Сверен и Ђина Ђонфридо                                    | 3. јун 2009.         | 19022     | 8.79                        |

### 20. сезона (2009−10)
- Ово је пета и последња сезона у којој се главна постава из претходне сезоне није мењала.
- Бенџамин Брет је поново тумачио улогу Реја Кертиса у епизоди "Савезњак".
- Пре укидања серије, Ш. Епата Меркерсон најавила је да напушта серију након ове сезоне после шеснаест година тумачења улоге Аните ван Бјурен док јој је 20. сезона била 17. по реду.[256]

| Бр. у серији | Бр. у сезони | Назив                       | Редитељ           | Сценариста                                                             | Пpемијерно емитовање | Пpод. код | Гледаност у САД-у (милиони) |
| ------------ | ------------ | --------------------------- | ----------------- | ---------------------------------------------------------------------- | -------------------- | --------- | --------------------------- |
| 434          | 1            | "Допис из мрачног доба"     | Фред Бернер       | Рене Балкер и Кит Иснер                                                | 25. септембар 2009.  | 20001     | 6.29                        |
| 435          | 2            | "Обична девојка на свету"   | М. Т. Адлер       | Ричард Сверен и Кристофер Амброз                                       | 2. октобар 2009.     | 20002     | 6.68                        |
| 436          | 3            | "Велики Сотона"             | Мајкл Динер       | Ед Зукерман и Лук Шелхас                                               | 9. октобар 2009.     | 20003     | 7.23                        |
| 437          | 4            | "Ријалити напада"           | Константин Макрис | Ед Зукерман и Лук Шелхас                                               | 16. октобар 2009.    | 20004     | 7.60                        |
| 438          | 5            | "Достојанство"              | Џим Мекеј         | Ричард Сверен Џули Мартин                                              | 23. октобар 2009.    | 20005     | 7.17                        |
| 439          | 6            | "Људски претраживач"        | Дарнел Мартин     | Ед Зукерман и Метју Мекгу                                              | 30. октобар 2009.    | 20006     | 7.00                        |
| 440          | 7            | "Дечак је изгубљен"         | Роуз Трош         | Синопсис: Рене Балкер и Кит Иснер Сценарио: Кит Иснер                  | 6. новембар 2009.    | 20007     | 7.99                        |
| 441          | 8            | "Дрогирана"                 | Марио Ван Пиблс   | Ричард Сверен и Кристофер Амброз                                       | 6. новембар 2009.    | 20008     | 8.41                        |
| 442          | 9            | "За одбрану"                | Вилијам Клејер    | Ед Зукерман и Лук Шелхас                                               | 13. новембар 2009.   | 20009     | 7.50                        |
| 443          | 10           | "Сачмара"                   | Ричар Јанг        | Ричард Сверен и Џули Мартин                                            | 20. новембар 2009.   | 20010     | 7.52                        |
| 444          | 11           | "Савезњак"                  | Алекс Чепл        | Синопсис: Рене Балкер и Кит Иснер Сценарио: Кит Иснер                  | 11. децембар 2009.   | 20011     | 8.77                        |
| 445          | 12           | "Уцена"                     | Марк Левин        | Ед Зукерман и Метју Мекгу                                              | 15. јануар 2010.     | 20012     | 7.32                        |
| 446          | 13           | "Смрт челичних очију"       | Мајкл Пресмен     | Ричард Сверен, Кристофер Амброз и Џули Мартин                          | 1. март 2010.        | 20013     | 7.58                        |
| 447          | 14           | "Изгорели дечак"            | Роуз Трош         | Синопсис: Ед Зукерман и Метју Мекгу Сценарио: Лук Шелхас и Метју Мекгу | 1. март 2010.        | 20014     | 7.86                        |
| 448          | 15           | "Вештачки дијамант"         | Алекс Чепл        | Синопсис: Рене Балкер и Кит Иснер Сценарио: Кит Иснер                  | 8. март 2010.        | 20015     | 5.18                        |
| 449          | 16           | "Невиност"                  | Фред Бернер       | Ричард Сверен и Џули Мартин                                            | 15. март 2010.       | 20016     | 6.90                        |
| 450          | 17           | "Четири побијена полицајца" | Џим Мекеј         | Ед Зукерман, Лук Шелхас и Метју Мекгу                                  | 22. март 2010.       | 20017     | 5.93                        |
| 451          | 18           | "Бразил"                    | Џин де Сегонзек   | Синопсис: Рене Балкер и Кит Иснер Сценарио: Кит Иснер                  | 29. март 2010.       | 20018     | 6.01                        |
| 452          | 19           | "Уљези"                     | Дарнел Мартин     | Ричард Сверен, Кристофер Амброз и Џули Мартин                          | 3. мај 2010.         | 20019     | 6.18                        |
| 453          | 20           | "Порез долази"              | Фред Бернер       | Синопсис: Ед Зукерман и Вилијам Н. Фордс Сценарио: Вилијам Н. Фордс    | 10. мај 2010.        | 20020     | 6.17                        |
| 454          | 21           | "Бесмртност"                | Џим Мекеј         | Ричард Сверен и Џули Мартин                                            | 17. мај 2010.        | 20021     | 5.91                        |
| 455          | 22           | "Вечна љубав"               | Вилијам Клејер    | Ед Зукерман                                                            | 17. мај 2010.        | 20022     | 6.24                        |
| 456          | 23           | "Гумена соба"               | Рене Балкер       | Рене Балкер                                                            | 24. мај 2010.        | 20023     | 7.60                        |

### 21. сезона (2022)
- Џереми Систо, Ш. Епата Меркерсон, Линус Роуч и Алана де ла Гарза се нису вратили у главну поставу.
- Џефри Донован, Камрин Менхајм, Хју Денси и Одеља Халеви ушли су у главну поставу уместо њих.
- Ентони Андерсон је напустио серију на крају сезоне.
- Ово је једина сезона у серији у којој се четворо чланова главне поставе променило у исто време.

| Бр. у серији | Бр. у сезони | Назив                  | Редитељ         | Сценариста                                            | Пpемијерно емитовање | Пpод. код | Гледаност у САД-у (милиони) |
| ------------ | ------------ | ---------------------- | --------------- | ----------------------------------------------------- | -------------------- | --------- | --------------------------- |
| 457          | 1            | "Исправна ствар"       | Џин де Сегонзек | Дик Волф и Рик Ид                                     | 24. фебруар 2022.    | 2101      | 5.80                        |
| 458          | 2            | "Немогући сан"         | Мајкл Пресмен   | Синопсис: Рик Ид Сценарио: Памела Векслер и Рик Ид    | 3. октобар 2022.     | 2102      | 4.46                        |
| 459          | 3            | "Филтрирани животи"    | Милена Говић    | Арт Аламо и Памела Векслер                            | 10. март 2022.       | 2103      | 4.21                        |
| 460          | 4            | "Пукотине"             | Хедер Капиело   | Памела Векслер и Арт Аламо                            | 17. март 2022.       | 2104      | 4.62                        |
| 461          | 5            | "Слобода говора"       | Алекс Хол       | Рик Ид                                                | 7. април 2022.       | 2105      | 3.91                        |
| 462          | 6            | "Прљава игра"          | Алекс Хол       | Синопсис: Рик Ид Сценарио: Памела Векслер и Арт Aламо | 14. април 2022.      | 2106      | 4.02                        |
| 463          | 7            | "Наслеђе"              | Сара Бојд       | Памела Векслер                                        | 28. април 2022.      | 2107      | 4.15                        |
| 464          | 8            | "Отпремнина"           | Јангзом Брауен  | Арт Аламо                                             | 5. мај 2022.         | 2108      | 4.23                        |
| 465          | 9            | "Велика преваранткиња" | Алекс Хол       | Рик Ид и Памела Векслер                               | 12. мај 2022.        | 2109      | 3.83                        |
| 466          | 10           | "Црнци и плавци"       | Ерик ла СЕјл    | Рик Ид                                                | 19. мај 2022.        | 2110      | 3.94                        |

### 22. сезона (2022−23)
- Мекад Брукс се придружио главној постави на почетку сеозне.
- Џефри Донован је напустио серију на крају сезоне.

| Бр. у серији | Бр. у сезони | Назив                 | Редитељ         | Сценариста                                                          | Пpемијерно емитовање | Пpод. код | Гледаност у САД (милиони) |
| ------------ | ------------ | --------------------- | --------------- | ------------------------------------------------------------------- | -------------------- | --------- | ------------------------- |
| 467          | 1            | "Дајте ми склониште"  | Алекс Хол       | Рик Ид и Гвен Сиган                                                 | 22. септембар 2022.  | 2201      | 4.69                      |
| 468          | 2            | "Борбени редови"      | Милена Говић    | Арт Аламо                                                           | 29. септембар 2022.  | 2202      | 4.40                      |
| 469          | 3            | "Камуфлажа"           | Џон Беринг      | Памела Вешлер                                                       | 6. октобар 2022.     | 2203      | 4.06                      |
| 470          | 4            | "Корист од сумње"     | Карл Ведерс     | Питер Блонер                                                        | 13. октобар 2022.    | 2204      | 4.09                      |
| 471          | 5            | "12 секунди"          | Дејвид Гросман  | Џонатан Колије                                                      | 27. октобар 2022.    | 2205      | 4.18                      |
| 472          | 6            | "Зачарани круг"       | Бетани Руни     | Синопсис: Памела Вешлер и Рик Ид Сценарио: Памела Вешлер            | 3. новембар 2022.    | 2206      | 3.73                      |
| 473          | 7            | "Само самотњаци"      | Елизабет Ром    | Памела Вешлер и Џенифер Вандербс                                    | 10. новембар 2022.   | 2207      | 4.07                      |
| 474          | 8            | "Ланац команде"       | Карлос Бернард  | Арт Аламо и Ђиа Гордон                                              | 17. новембар 2022.   | 2208      | 4.56                      |
| 475          | 9            | "Састав"              | Алекс Хол       | Рик Ид и Памела Вешлер                                              | 8. децембар 2022.    | 2209      | 4.41                      |
| 476          | 10           | "Земља могућности"    | Тимоти Басфилд  | Арт Аламо                                                           | 5. јануар 2023.      | 2210      | 4.73                      |
| 477          | 11           | "Друга прилика"       | Рејчел Литерман | Памела Вешлер и Џонатан Колије                                      | 12. јануар 2023.     | 2211      | 4.64                      |
| 478          | 12           | "Замало познат"       | Бетани Руни     | Памела Вешлер и Џенифер Вандербс                                    | 26. јануар 2023.     | 2212      | 5.38                      |
| 479          | 13           | "Зло"                 | Џои Лејн        | Кит Ајзнер                                                          | 2. фебруар 2023.     | 2213      | 4.98                      |
| 480          | 14           | "Јунаци"              | Алекс Хол       | Рик Ид                                                              | 16. фебруар 2023.    | 2214      | 4.75                      |
| 481          | 15           | "Страх и гнушање"     | Памела Вешлер   | Синопсис: Памела Вешлер и Ађани Џексон Сценарио: Памела Вешлер      | 23. фебруар 2023.    | 2215      | 4.71                      |
| 482          | 16           | "Рок"                 | Марта Мичел     | Арт Аламо и Ђиа Гордон                                              | 23. март 2023.       | 2216      | 4.41                      |
| 483          | 17           | "Пристрасност"        | Алекс Хол       | Кит Ајзнер                                                          | 30. март 2023.       | 2217      | 4.22                      |
| 484          | 18           | "Успутна штета"       | Џин де Сегонзек | Памела Вешлер                                                       | 6. април 2023.       | 2218      | 4.40                      |
| 485          | 19           | "Лични животи"        | Нестор Карбонел | Арт Аламо                                                           | 27. април 2023.      | 2219      | 3.92                      |
| 486          | 20           | "Рекреативна настава" | Милена Говић    | Синопсис: Рик Ид и Кит Ајзнер Сценарио: Рик Ид                      | 4. мај 2023.         | 2220      | 4.18                      |
| 487          | 21           | "Процена"             | Мајкл Пресмен   | Памела Вешлер и Џенифер Вандербс                                    | 11. мај 2023.        | 2221      | 3.93                      |
| 488          | 22           | "Отворене ране"       | Алекс Хол       | Синопсис:Рик Ид и Памела Вешлер Сценарио: Ђиа Гордон и Ађани Џексон | 18. мај 2023.        | 2223      | 3,96                      |

### 23. сезона (2024)
- Рид Скот се придружио главној постави на почетку сезоне.
- Сем Вотерстон је напустио серију након епизоде "Последњи плес".
- Тони Голдвин се придружио главној постави у епизоди "Равнотежа моћи".
- Камрин Менхајм је напустила серију на крају сезоне.

| Бр. у серији | Бр. у сезони | Назив                | Редитељ          | Сценариста                                                                    | Пpемијерно емитовање | Пpод. код | Гледаност у САД (милиони) |
| ------------ | ------------ | -------------------- | ---------------- | ----------------------------------------------------------------------------- | -------------------- | --------- | ------------------------- |
| 489          | 1            | "Слобода изражавања" | Алекс Хол        | Синопсис: Рик Ид и Памела Вешлер Сценарио: Дик Волф и Рик Ид                  | 18. јануар 2024.     | 2301      | 5.32                      |
| 490          | 2            | "Људски изуми"       | Рејчел Лајтерман | Арт Аламо                                                                     | 25. јануар 2024.     | 2302      | 4.60                      |
| 491          | 3            | "Окрени нови лист"   | Мајкл Смит       | Рик Ид                                                                        | 1. фебруар 2024.     | 2304      | 4.85                      |
| 492          | 4            | "Нежељене последице" | Марта Мичел      | Памела Вешлер и Ђиа Гордон                                                    | 8. фебруар 2024.     | 2303      | 4.56                      |
| 493          | 5            | "Последњи плес"      | Алекс Хол        | Рик Ид и Памела Вешлер                                                        | 22. фебруар 2024.    | 2305      | 4.87                      |
| 494          | 6            | "На ивици"           | Дејвид Гросмен   | Памела Вешлер и Џенифер Вандербс                                              | 29. фебруар 2024.    | 2306      | 4.70                      |
| 495          | 7            | "Равнотежа моћи"     | Карлос Бернард   | Арт Аламо и Тед Малавер                                                       | 14. март 2024.       | 2307      | 4.19                      |
| 496          | 8            | "Спољашњост"         | Мајкл Смит       | Арт Аламо и Ађани Џексон                                                      | 21. март 2024.       | 2308      | 3.99                      |
| 497          | 9            | "Породичне везе"     | Мајкл Пресмен    | Памела Вешлер и Тед Маладер                                                   | 11. април 2024.      | 2309      | 3.85                      |
| 498          | 10           | "Незгодна истина"    | Алекс Хол        | Синопсис: Рик Ид и Памела Вешлер Сценарио: Ђиа Гордон, Рик Ид и Памела Вешлер | 18. април 2024.      | 2310      | 4.51                      |
| 499          | 11           | "Двор на небу"       | Милена Говић     | Арт Аламо                                                                     | 2. мај 2024.         | 2311      | 3.84                      |
| 500          | 12           | "Неопевано зло"      | Ерик Ла Сејл     | Рик Ид                                                                        | 9. мај 2024.         | 2312      | 3.67                      |
| 501          | 13           | "Ван опасности"      | Алекс Хол        | Памела Вешлер и Џенифер Вандербс                                              | 16. мај 2024.        | 2313      | 3.68                      |

### 24. сезона (2024−25)
- Мора Тирни се придружила главној постави на почетку сезоне.
- Мекад Брукс је напустио серију на крају сезоне.

| Бр. у серији | Бр. у сезони | Назив                     | Редитељ         | Сценариста                                                                  | Пpемијерно емитовање | Пpод. код | Гледаност у САД (милиони) |
| ------------ | ------------ | ------------------------- | --------------- | --------------------------------------------------------------------------- | -------------------- | --------- | ------------------------- |
| 502          | 1            | "Ухвати и уби"            | Ерик Ла Сејл    | Рик Ид и Арт Аламо                                                          | 3. октобар 2024.     | 2401      | 3.64                      |
| 503          | 2            | "Савршени човек"          | Дејвид Гросмен  | Скот Голд                                                                   | 10. октобар 2024.    | 2402      | 3.45                      |
| 504          | 3            | "Велики брат"             | Алекс Хол       | Рик Ид                                                                      | 17. октобар 2024.    | 2403      | 3.09                      |
| 505          | 4            | "Смисао живота"           | Лесли Хоуп      | Џенифер Вандербс                                                            | 24. октобар 2024.    | 2404      | 3.33                      |
| 506          | 5            | "Пријава"                 | Нестор Карбонел | Памела Векслер и Ађани Џексон                                               | 31. октобар 2024.    | 2405      | 3.62                      |
| 507          | 6            | "Време ће показати"       | Милена Говић    | Рик Ид и Скот Голд                                                          | 7. новембар 2024.    | 2406      | 3.49                      |
| 508          | 7            | "Истина и последице"      | Фред Бернер     | Памела Векслер                                                              | 14. новембар 2024.   | 2407      | 3.35                      |
| 509          | 8            | "Горки плод"              | Мајкл Смит      | Арт Аламо                                                                   | 21. новембар 2024.   | 2408      | 3.76                      |
| 510          | 9            | "Државни непријатељ"      | Алекс Хол       | Скот Голд и Ађани Џексон                                                    | 16. јануар 2025.     | 2409      | 4.16                      |
| 511          | 10           | "Опште добро"             | Ерик Ла Сејл    | Синопсис: Рик Ид и Ађани Џексон Сценарио: Рик Ид                            | 23. јануар 2025.     | 2410      | 4.33                      |
| 512          | 11           | "Најтежа ствар"           | Мајкл Пресмен   | Арт Аламо                                                                   | 30. јануар 2025.     | 2411      | 4.12                      |
| 513          | 12           | "Дужност заштите"         | Дејвид Гросмен  | Памела Векслер                                                              | 13. фебруар 2025.    | 2412      | 4.19                      |
| 514          | 13           | "У Бога се уздамо"        | Џон Беринг      | Џенифер Вандербс                                                            | 20. фебруар 2025.    | 2413      | 4.09                      |
| 515          | 14           | "Цена коју треба платити" | Лоре Белси      | Скот Голд и Вилијам Лап                                                     | 27. фебруар 2025.    | 2414      | 4.03                      |
| 516          | 15           | "Прелазак црте"           | Фред Бернер     | Памела Векслер и Марли Шнајер                                               | 13. март 2025.       | 2415      | 3.53                      |
| 517          | 16           | "Народни јунак"           | Карлос Бернард  | Рик Ид и Скот Голд                                                          | 27. март 2025.       | 2416      | 3.82                      |
| 518          | 17           | "Савршена породица"       | Мајкл Смит      | Рик Ид и Џенифер Вандербс                                                   | 3. април 2025.       | 2417      | 3.66                      |
| 519          | 18           | "Урођена пристрасност"    | Нестор Карбонел | Арт Аламо и Џоли Хуанг                                                      | 10. април 2025.      | 2418      | 3.66                      |
| 520          | 19           | "Играње с' ватром"        | Џон Беринг      | Џенифер Вандербс                                                            | 17. април 2025.      | 2419      | 3.97                      |
| 521          | 20           | "Греси оца"               | Шерон Луис      | Скот Голд и Ађани Џексон                                                    | 1. мај 2025.         | 2420      | 3.55                      |
| 522          | 21           | "Јака љубав"              | Марта Мичел     | Синопсис: Памела Векслер и Скот Голд Сценарио: Памела Векслер и Вилијам Лап | 8. мај 2025.         | 2421      | 3.45                      |
| 523          | 22           | "Окрени главу"            | Алекс Хол       | Рик Ид                                                                      | 15. мај 2025.        | 2422      | 3.67                      |

## Филм
8. новембра 1998. године је приказан филм "Изгнан" рађен по серији "Ред и закон"
| Назив                      | Редитељ         | Сценариста                                               | Пpемијерно емитовање | Пpод. код | Гледаност у САД-у (милиони) |
| -------------------------- | --------------- | -------------------------------------------------------- | -------------------- | --------- | --------------------------- |
| "Изгнан: Филм Ред и закон" | Џин де Сегонзек | По идеји: Чарлса Кипса и Криса Нота Сценарио: Чарлс Кипс | 8. новембар 1998.    | TBA       | 17.70                       |